# Humboldt Forum
Das Humboldt-Forum (Eigenschreibweise: Humboldt Forum) im Berliner Schloss ist ein interdisziplinäres Kulturzentrum im Berliner Ortsteil Mitte mit Schwerpunkt auf der Präsentation von Sammlungen und Kulturen aus Afrika, Asien, Amerika und Ozeanien. Neben dem Ethnologischen Museum und dem Museum für Asiatische Kunst der Staatlichen Museen zu Berlin beheimatet es auch die Berlin-Ausstellung des Stadtmuseums Berlin und das Humboldt-Labor der Humboldt-Universität zu Berlin. Außerdem finden in der von der Stiftung Humboldt Forum im Berliner Schloss getragenen Einrichtung begleitende Veranstaltungen, Ausstellungen und Führungen statt. Wegen der COVID-19-Pandemie wurde es am 16. Dezember 2020 zuerst nur digital, am 20. Juli 2021 dann auch allgemein eröffnet. 
Im Jahr 2024 zählte das Humboldt Forum rund 3,3 Millionen Besucher.

## Beschreibung
Das Forum soll in Erinnerung an das geistige Erbe Alexander und Wilhelm von Humboldts mehrere museale Sammlungen aus aller Welt – u. a. der Dahlemer Museen – zusammenführen, Veranstaltungsräume für Wissenschaft und Kultur bieten, die Museumsinsel ergänzen, über die Schlossgeschichte informieren und zugleich der Wiederherstellung eines Meilensteins der Barockarchitektur sowie eines Hauptbezugspunktes der deutschen Geschichte und des historischen Stadtbildes von Berlin-Mitte dienen. Mit Schausammlungen der Staatlichen Museen zu Berlin, des Stadtmuseums Berlin und der Humboldt-Universität erweitert das Forum das Angebot der Museumsinsel und schafft damit eines der größten zusammenhängenden Kulturensembles der Welt. Am 16. Dezember 2020 wurde das Forum zunächst digital eröffnet, am 20. Juli 2021 öffnete es auch für Besucher.
Als Bauherrin, Eigentümerin und Betreiberin des Humboldt Forums tritt die Stiftung Humboldt Forum im Berliner Schloss auf, die Mitte 2009 als Stiftung Berliner Schloss – Humboldtforum gegründet wurde. Sie koordiniert und bündelt die Interessen der Nutzer, richtet eine ständige Ausstellung Historische Mitte Berlin – Identität und Rekonstruktion aus und akquiriert Spenden für die Wiedererrichtung der historischen Fassaden und den Bau des Humboldt Forums. In die Ausstellungsräume des Humboldt Forums wurden die Sammlungen der außereuropäischen Kunst der Stiftung Preußischer Kulturbesitz aus dem Museumszentrum Berlin-Dahlem verlegt. Die große Eingangshalle des Gebäudekomplexes soll mit themenübergreifenden Veranstaltungen als verbindendes Element wirken und ein besonderer Publikumsmagnet sein – im Sinne der Idee Gottfried Wilhelm Leibniz’ von einem umfassenden Wissenschaftstheater.
Das Humboldt Forum und die Museumsinsel sollen mit ihrem Angebot an Sammlungen, Fachbibliotheken und Veranstaltungsräumen eine Verbindung von Kunst, Kultur und Wissenschaft bilden. Dabei schafft die Verknüpfung der Sammlungen zur europäischen Kunst und Kultur auf der Museumsinsel mit den außereuropäischen Museen im Humboldt-Forum einen Dialog der Weltkulturen in der Mitte der deutschen Hauptstadt. Im neuen Universalmuseum sind unter anderem das Ethnologische Museum und das Museum für Asiatische Kunst untergebracht. Die bis 2017 im Museumszentrum in Berlin-Dahlem untergebrachten Sammlungen der außereuropäischen Kunst umfassen über 500.000 Artefakte und Kunstwerke. Im Mai 2018 wurde bereits das Luf-Boot in das Humboldt Forum eingebracht, da es nach der Fertigstellung des Museums wegen der Größe nicht mehr in das Gebäude hätte transportiert werden können.

## Geschichte

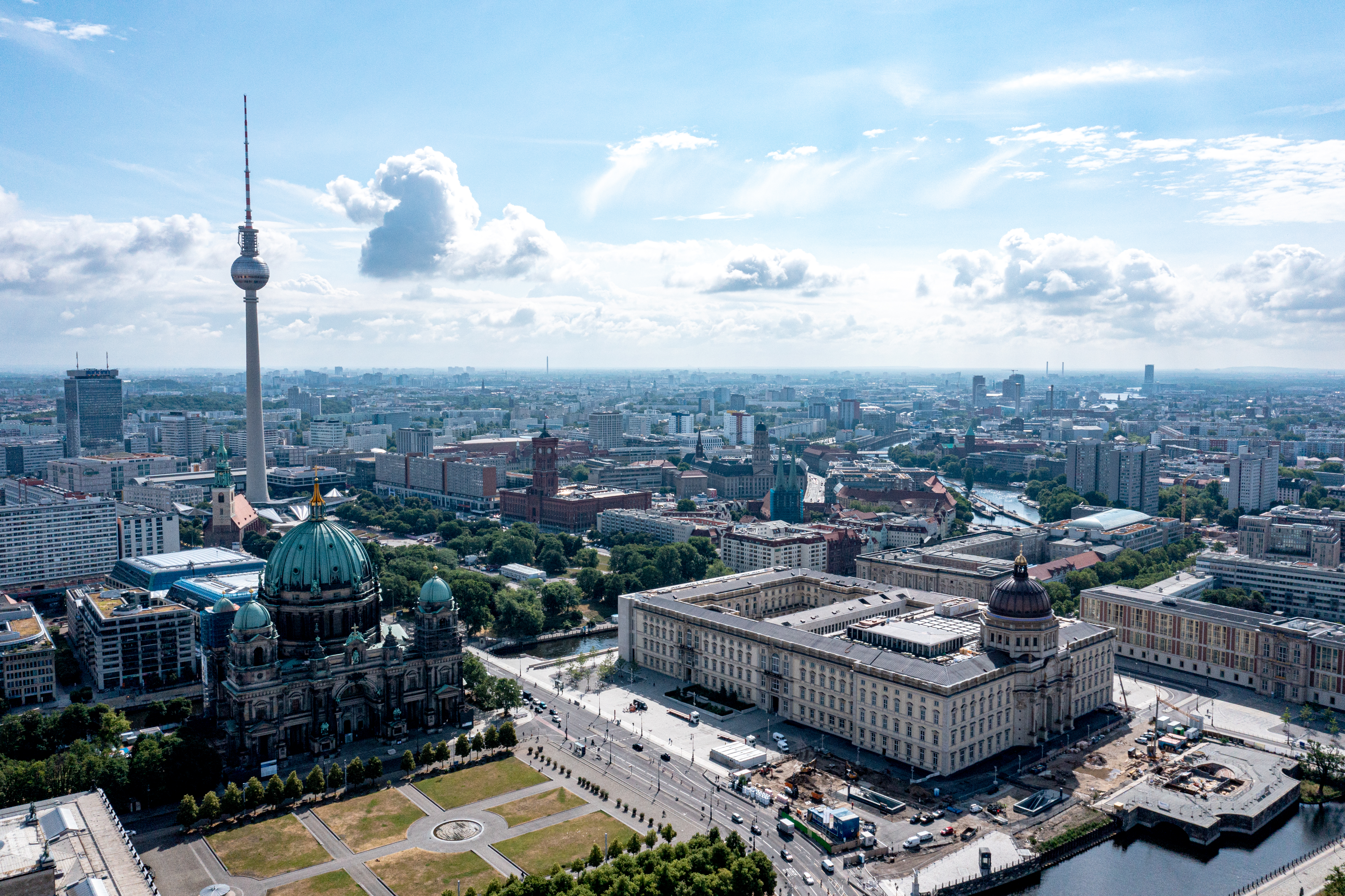
Luftbild kurz vor der Eröffnung, Juli 2021

Nach der Gründung des Fördervereins Berliner Schloss im Jahr 1992 unter der Leitung Wilhelm von Boddiens setzten die Bundesregierung und der Senat von Berlin im November 2000 die Internationale Expertenkommission Historische Mitte Berlin unter dem Vorsitz von Hannes Swoboda ein, um Vorschläge zur Architektur und Nutzung eines Neubaus auf dem Schloßplatz zu erarbeiten. Der Kommission gehörten Fachleute aus verschiedenen Berufen an, darunter Historiker, Architekten, Museologen und Denkmalpfleger, sowie Politiker der SPD, CDU, Grünen und PDS. Im April 2002 stellte die Expertenkommission ihren Abschlussbericht vor, in dem sie eine Wiederherstellung der Barockfassaden des Berliner Schlosses in Verbindung mit einem „Konzept mit kulturpolitischer Ausstrahlung und starker urbaner Wirkung“ sowie der Integration von Kunst und Kulturen der Welt, Wissenschaft und einem inhaltlich breit gefächerten Veranstaltungs- und Begegnungsprogramm empfahl. „Unter dem Begriff Humboldt-Forum soll es als Ort des Dialogs, der bürgerschaftlichen Teilhabe und der gleichrangigen Zeitgenossenschaft der Weltkulturen ein neuartiges Konzept für das 21. Jahrhundert sein.“ Auf Grundlage dieser Empfehlung beschloss der Deutsche Bundestag das Projekt am 4. Juli 2002 mit einer fast Zweidrittelmehrheit. Der Abriss des Palastes der Republik wurde vor und nach dem Beschluss öffentlich sehr kontrovers diskutiert.

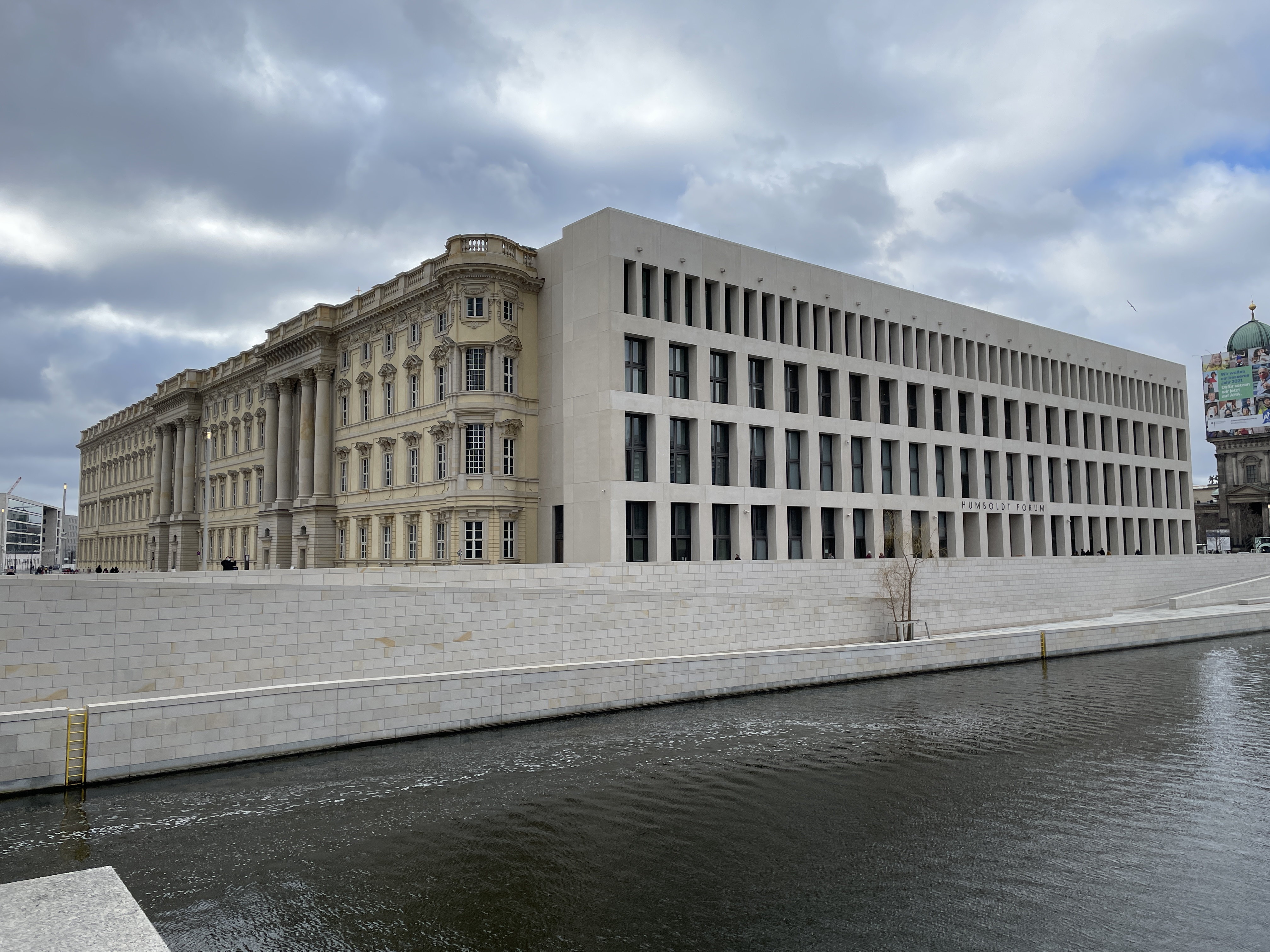
Spreeseite, Februar 2021

Das Gebäude wurde von 2014 bis 2020 errichtet. Gemäß einer Empfehlung der Internationalen Expertenkommission Historische Mitte Berlin und einem Beschluss des Deutschen Bundestages entstand es bis auf die Spreeseite von außen als Wiederaufbau des als „Hauptwerk des norddeutschen Barocks“ geltenden Berliner Schlosses, innen als modernistischer Bau des italienischen Architekten Franco Stella. Die modernen Gebäudeteile wurden mit 572 Millionen Euro überwiegend durch Bundesmittel finanziert, die historischen Gebäudeteile durch über 105 Millionen Euro private Spenden. Das Projekt zur Rekonstruktion des Schlosses geht auf private Initiativen und vor allem auf das Engagement des Fördervereins Berliner Schloss unter Wilhelm von Boddien zurück. Der Verein hat eine dauerhafte Ausstellungsfläche in der Touristeninfo am Schlüterhof. Im Projektverlauf stiegen die Kosten wegen baulicher Verzögerungen und technischer Mängel von 595 Millionen Euro auf schließlich 677 Millionen Euro. Der Anteil Berlins an den Baukosten blieb bei 32 Millionen Euro.
Im April 2015 berief Kulturstaatsministerin Monika Grütters die dreiköpfige Gründungsintendanz. Sie setzt sich zusammen aus Neil MacGregor (Leiter), damals Direktor des British Museum, dem Kunsthistoriker Horst Bredekamp von der Humboldt-Universität sowie Hermann Parzinger, Präsident der Stiftung Preußischer Kulturbesitz.
Obwohl die Berufung von Neil MacGregor als Gründungsintendant dem Humboldt Forum internationale Aufmerksamkeit sicherte, stand das Projekt von Beginn an unter erheblicher Kritik. Bereits während seiner Amtszeit wurden zentrale Aspekte wie mangelnde Transparenz, unklare Verantwortlichkeiten und die zögerliche Auseinandersetzung mit der kolonialen Herkunft vieler Sammlungsobjekte öffentlich thematisiert.
Die Dreifachspitze der Gründungsintendanz wurde als strukturell problematisch eingeschätzt, da sie ohne klare Entscheidungskompetenz agierte und eine kohärente Programmatik nicht durchsetzen konnte. Der öffentlichkeitswirksame Austritt der Kunsthistorikerin Bénédicte Savoy aus dem wissenschaftlichen Beirat im Sommer 2017 markierte einen Wendepunkt in der Debatte. Savoy kritisierte die „Verantwortungslosigkeit“ im Umgang mit kolonialem Erbe und die intransparente Kommunikation innerhalb des Projekts. Sie verglich das Humboldt Forum mit dem havarierten Reaktor von Tschernobyl: Unter einem Betondeckel stecke verstrahlter Inhalt, der Gesellschaften noch lange beschäftigen werde.
Neil MacGregors Vertrag als Gründungsintendant war ursprünglich bis 2019 verlängert worden, doch bereits im Mai 2018 wurde Hartmut Dorgerloh als neuer Generalintendant des Humboldt Forums berufen. Dieser Schritt wurde als Konsequenz auf die öffentliche Kritik am Projekt gewertet, insbesondere auf den Rückzug Savoys. Zum 1. Juni 2018 wurde Hartmut Dorgerloh vom Stiftungsrat des Humboldt Forums als Generalintendant berufen. Zu diesem Zeitpunkt endete vorzeitig die Gründungsintendanz. 2023 verlängerte der Stiftungsrat Dorgerlohs Vertrag bis 2028.

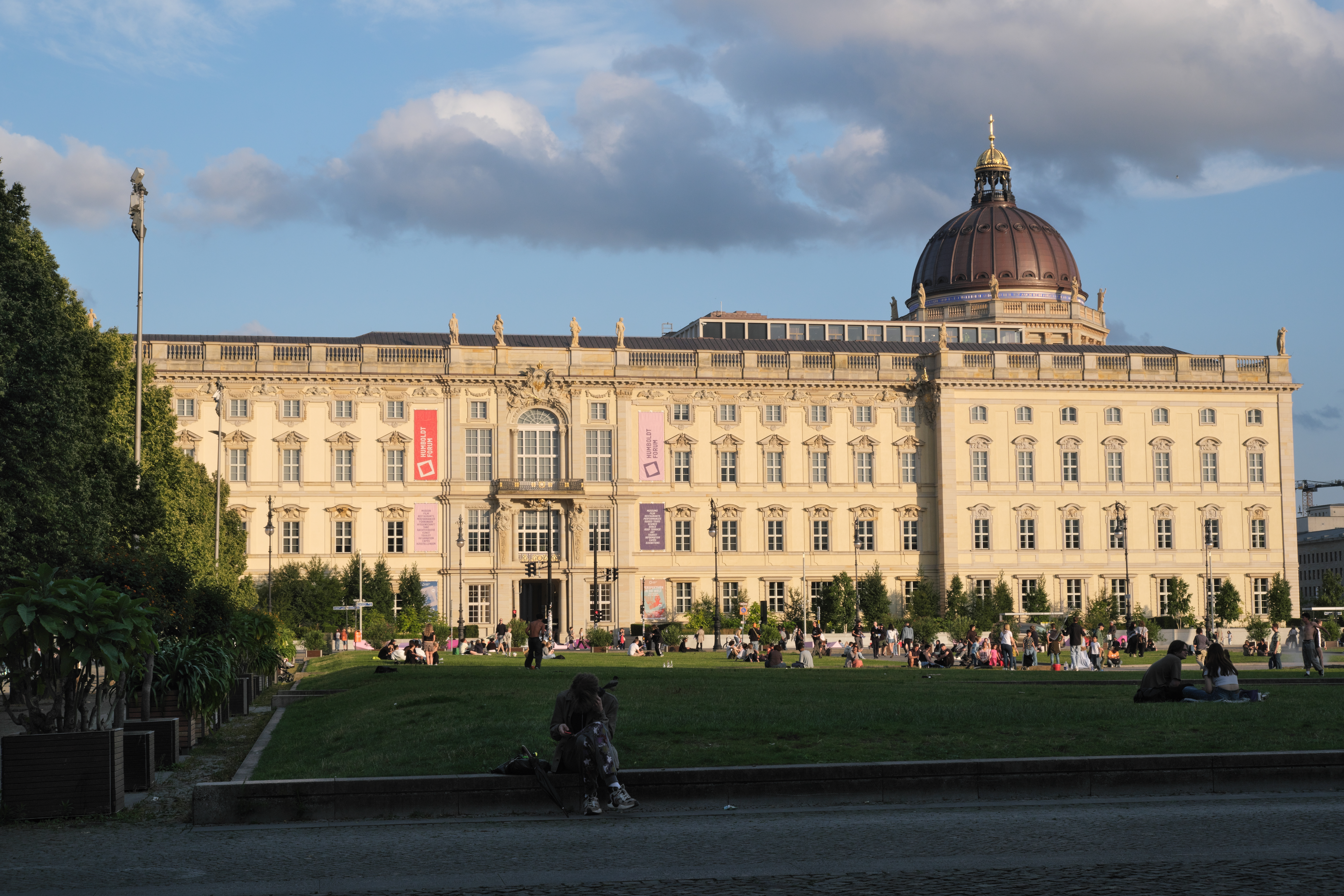
Banner des Humboldt Forums an der Fassade, Juli 2025

Mit der Unterbringung von Sammlungen der Staatlichen Museen zu Berlin und der Humboldt-Universität sieht das Nutzungskonzept vor, an die kulturelle Tradition des Berliner Schlosses anzuknüpfen, in dem sich ursprünglich die brandenburgisch-preußische Kunstkammer befand, die als Keimzelle der Berliner Museen gilt: Die um 1550 von Kurfürst Joachim II. gegründete Kunstkammer umfasste Objekte aus allen Bereichen der Natur, der Kunst und der Wissenschaft. Nach ihrer Plünderung im Dreißigjährigen Krieg wurde sie ab 1640 von Kurfürst Friedrich Wilhelm wiederaufgebaut und ab 1700 vom ersten preußischen König Friedrich I. ins Berliner Schloss verlegt. In den Napoleonischen Kriegen wurde die Sammlung 1807 als Beutekunst nach Paris verbracht, bevor sie im Befreiungsjahr 1815 wieder nach Berlin zurückkehrte. Im 19. Jahrhundert erfolgte schließlich die Verteilung der Objekte der Kunstkammer auf die Friedrich-Wilhelms-Universität (heute: Humboldt-Universität) und die Königlichen Museen (heute: Staatliche Museen zu Berlin).
Im Jahr 2024 zählte das Humboldt Forum laut Angaben der Stiftung rund 3,3 Millionen Besuche, erfasst durch Sensoren an den Eingangsportalen. Die Stiftung bezeichnete das Haus damit als das meistfrequentierte Museum Deutschlands. In globalen Rankings wie dem des *Art Newspaper* wurde das Humboldt Forum zuletzt nicht unter den zwanzig meistbesuchten Museen geführt. Die Zählweise des Humboldt Forums unterscheidet sich jedoch von internationalen Standards, die in der Regel eindeutige Besucherinnen und Besucher erfassen. Gezählt werden im Humboldt Forum sämtliche Bewegungen durch die Eingänge – unabhängig davon, ob Personen ein Ausstellungsangebot wahrnehmen oder etwa Gastronomie, Veranstaltungen oder Shops besuchen.

## Einrichtungen

### Erdgeschoss
Im Erdgeschoss des Humboldt Forums im Berliner Schloss befinden sich westlich das Foyer im Eosanderhof, mittig die Passage im Stellahof, und östlich der Schlüterhof jeweils mit Restaurants, Cafés und Museumsläden. Über die Geschichte des Ortes informieren der Schlosskeller (Zugang via Foyer), das Videopanorama (Zugang via Passage), der Skulpturensaal (Zugang via Schlüterhof) und der Förderverein Berliner Schloss (Zugang via Touristeninfo).

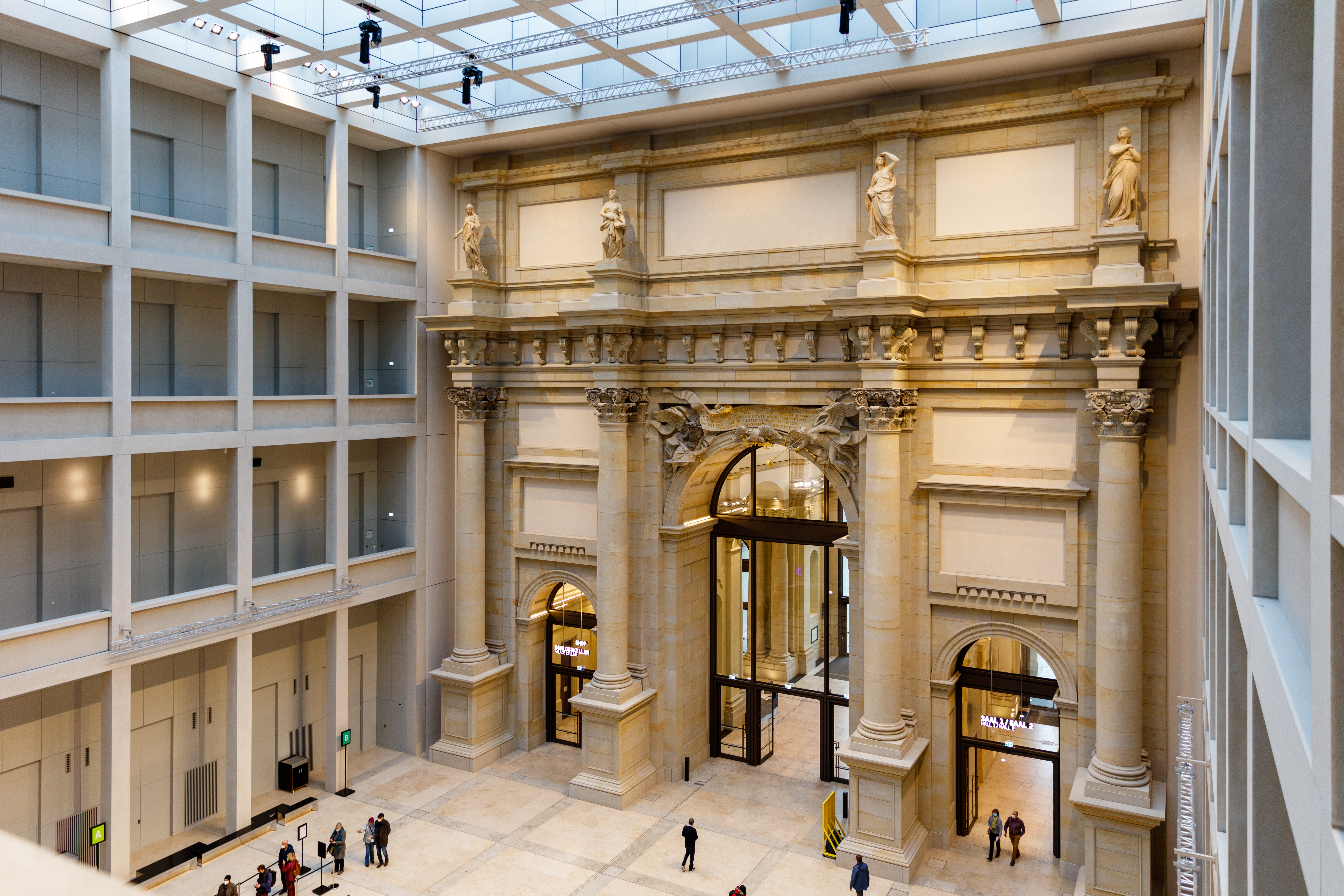
Foyer im Eosanderhof
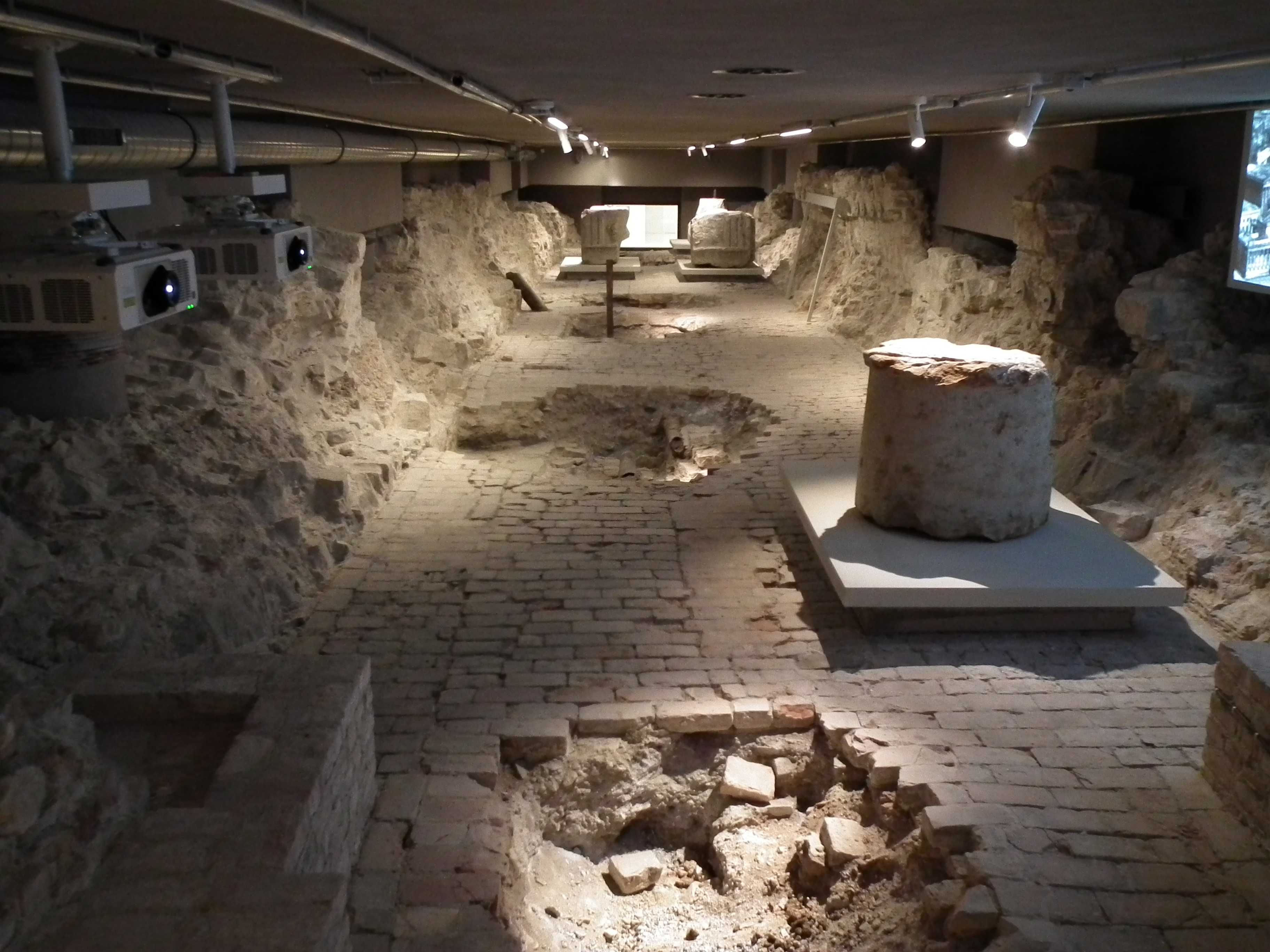
Schlosskeller
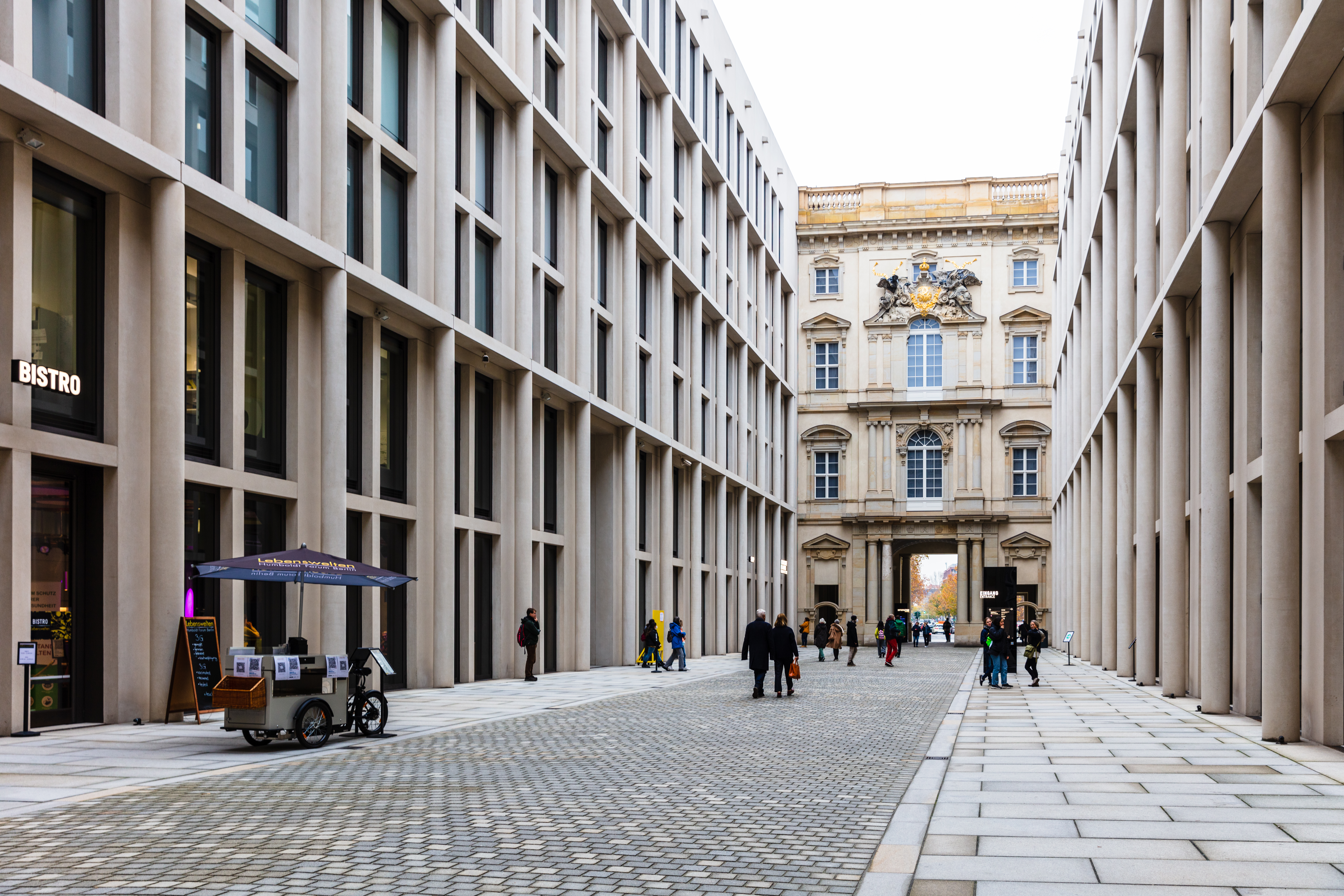
Passage im Stellahof
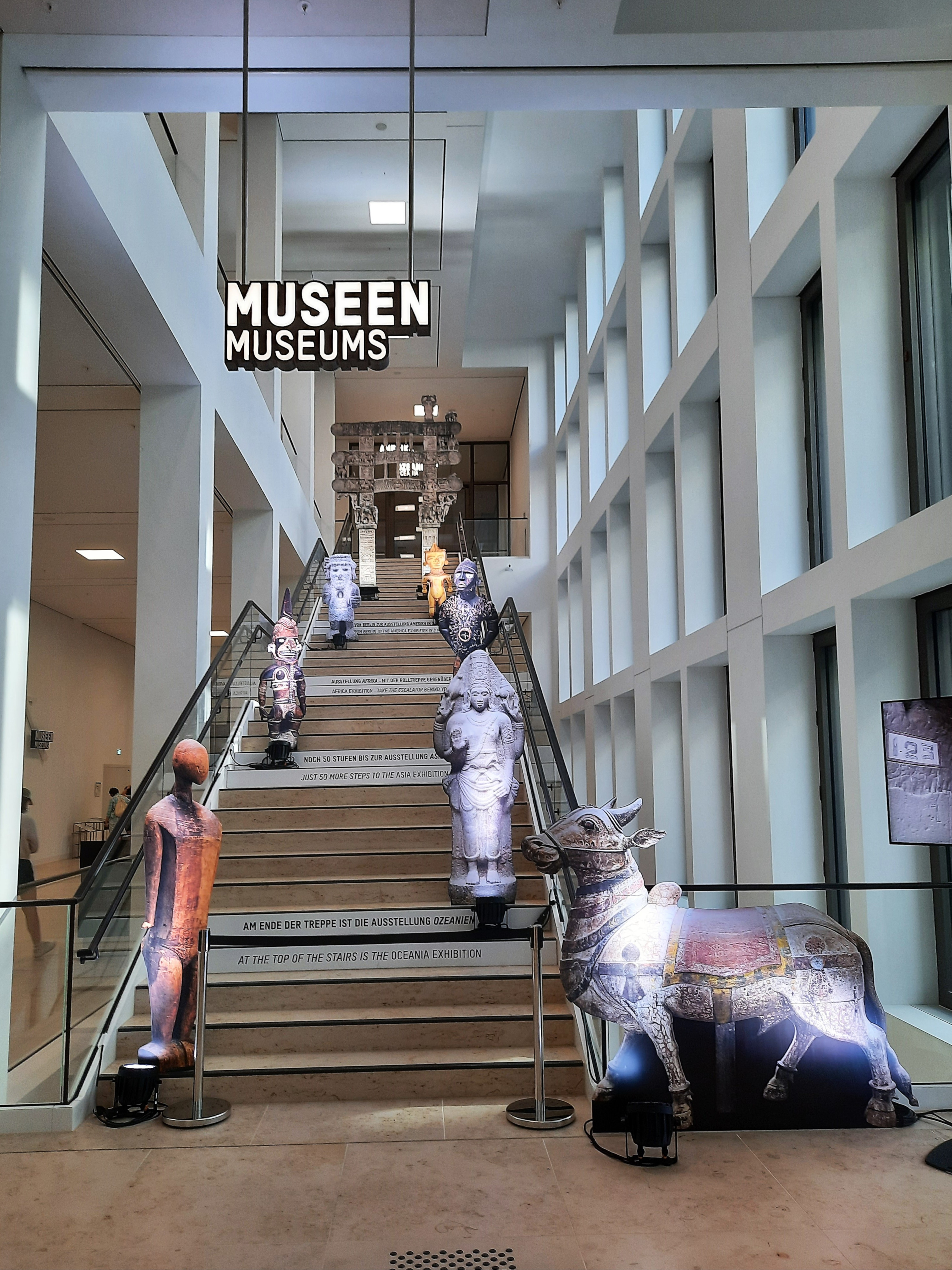
Treppenhalle
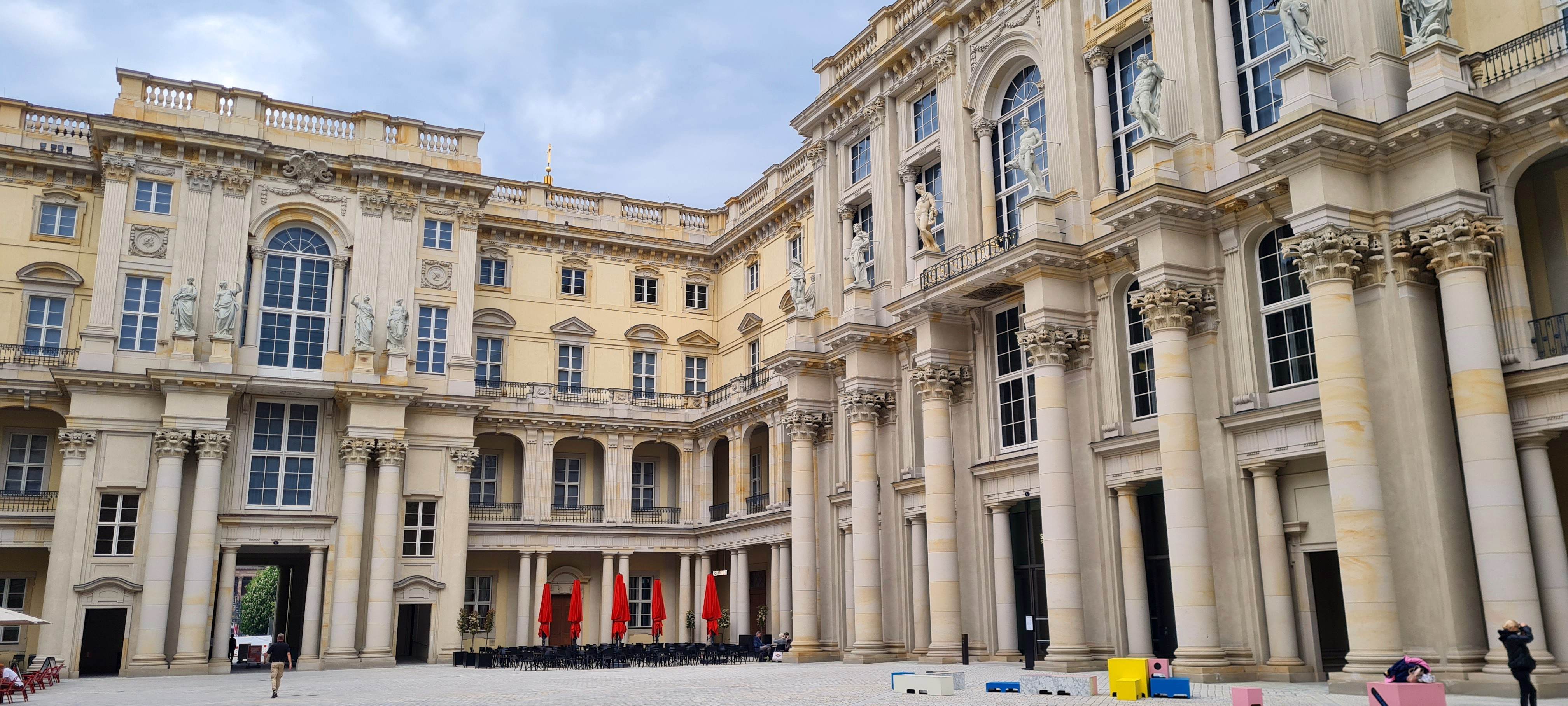
Schlüterhof
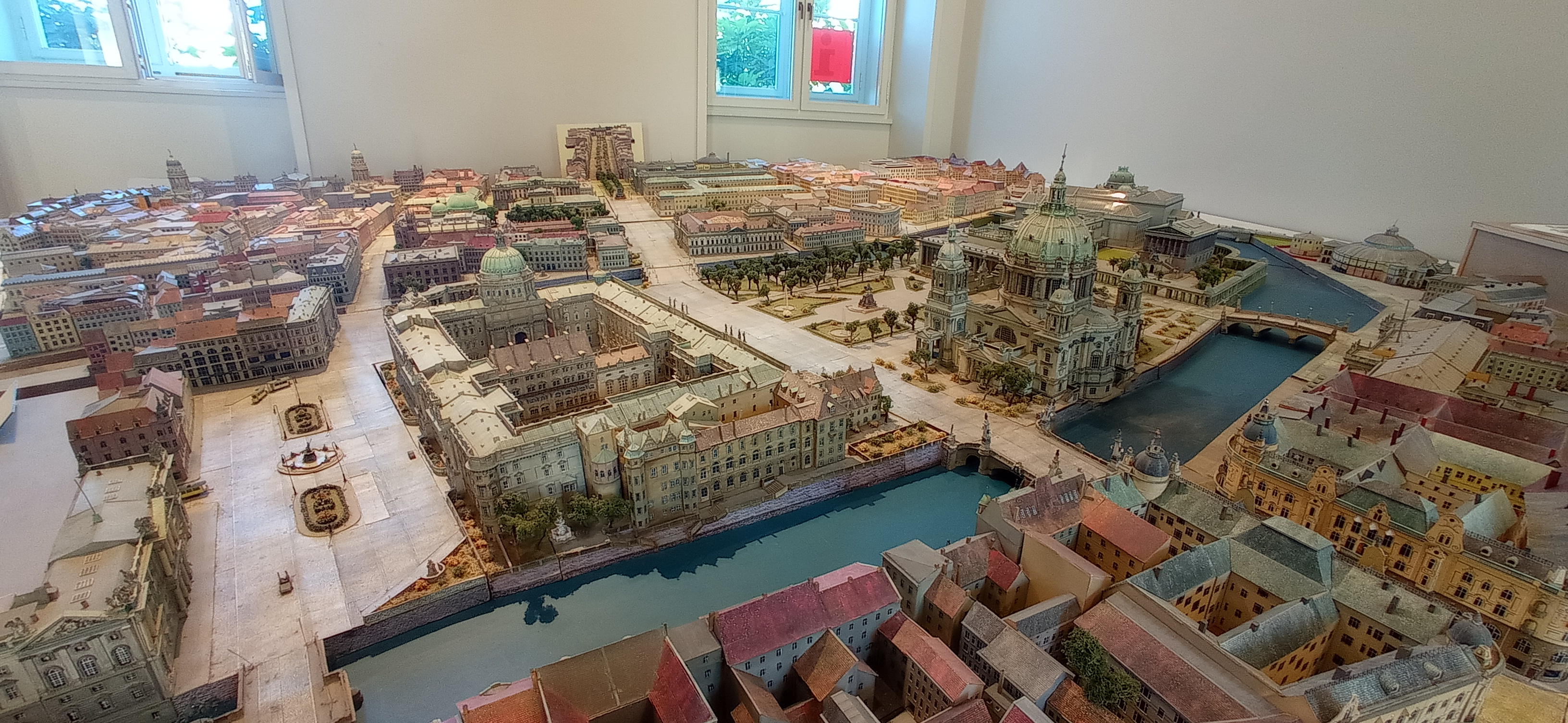
Stadtmodell im Raum der Touristeninfo

### Erstes Obergeschoss
Im ersten Obergeschoss befinden sich das Humboldt-Labor der Humboldt-Universität zu Berlin und die Berlin-Ausstellung des Stadtmuseums Berlin Berlin Global.

Sammlungen des Berlin-Museums und des Humboldt-Labors
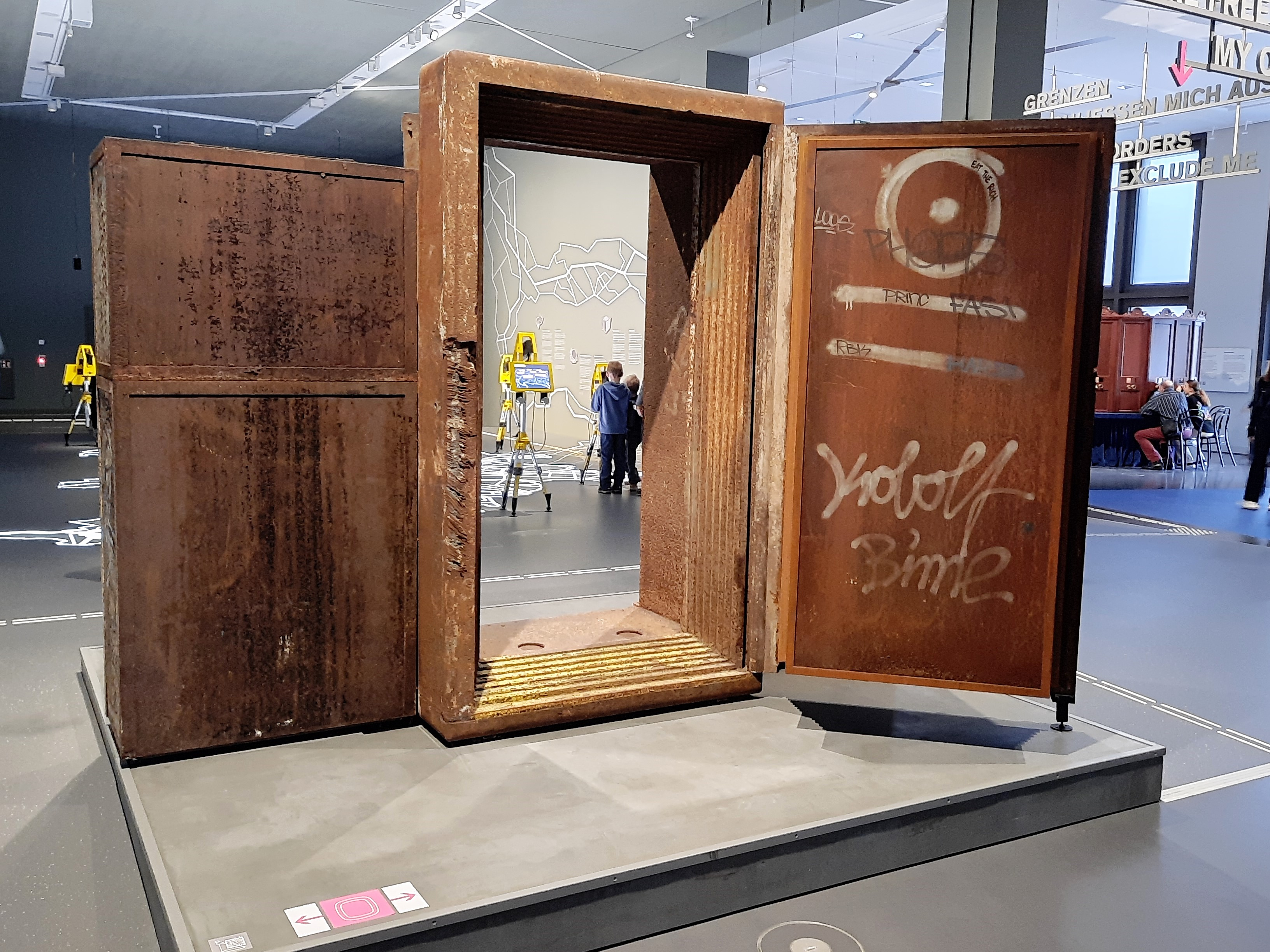
Berlin Global Tresortür aus dem Techno-Club Tresor
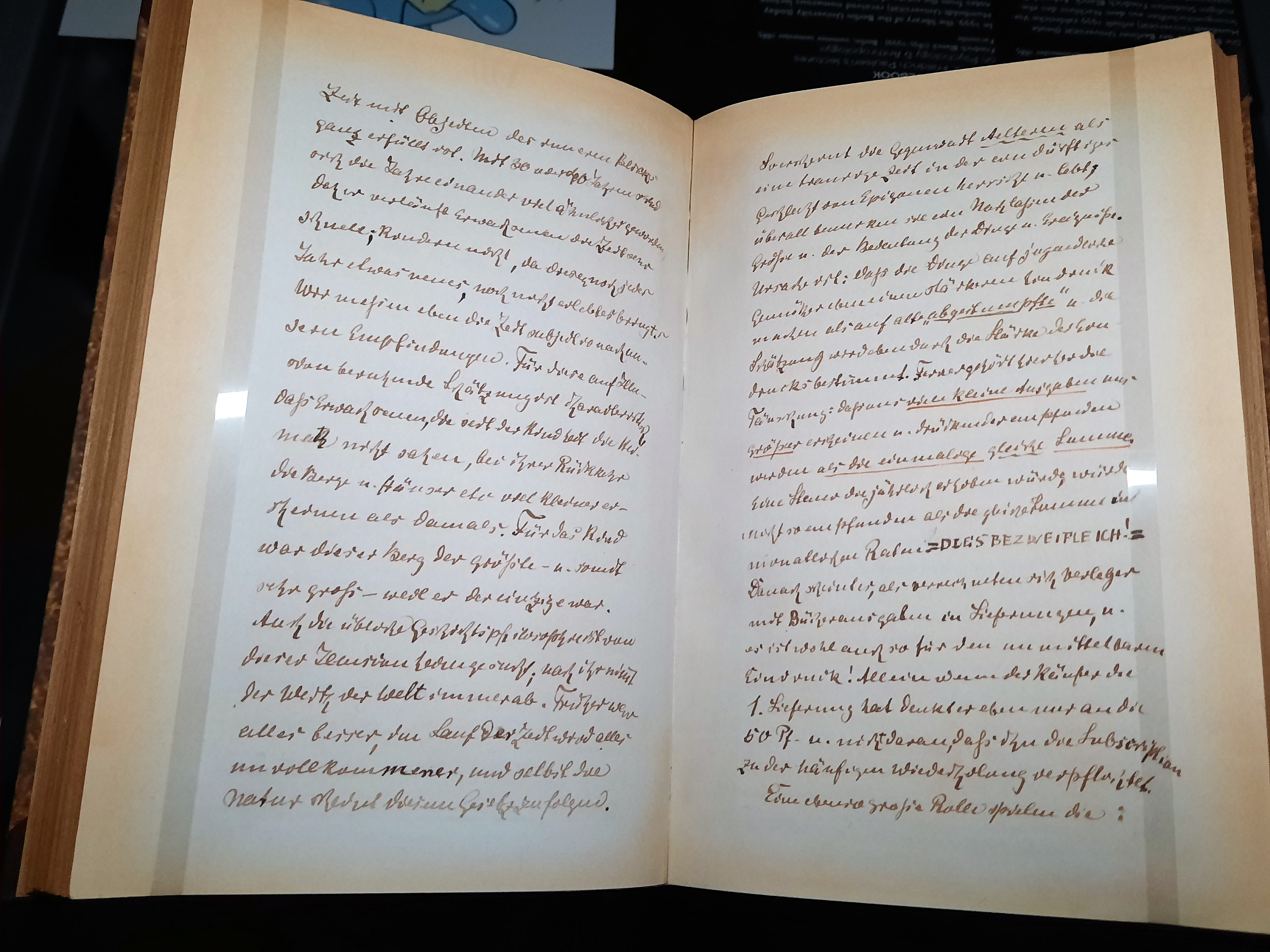
Humboldt-Labor Kollegheft 1885 von Friedrich Blanck mit der Anmerkung „= DIES BEZWEIFLE ICH! =“

### Zweites Obergeschoss
Im zweiten Obergeschoss befindet sich das Ethnologische Museum der Staatlichen Museen zu Berlin mit den Abteilungen Amerika, Afrika und Ozeanien. Die Abteilung Amerika besteht aus den Räumen First Nations der Nordwestküste, Am Humboldtstrom, Sprache, Schrift, Kalender, Schaumagazin Amerika, Mesoamerika sowie Sammlungen aus Südamerika; die Abteilung Afrika aus den Räumen Das Königreich Benin, Benin-Bronzen in Berlin, Schaumagazin Afrika sowie Koloniales Kamerun; die Abteilung Ozeanien aus Mensch und Meer, Sammlungen aus Ozeanien, Rituale und Glauben, Bauwerke aus Ozeanien sowie Klänge der Welt.

Höhepunkte der Sammlungen des Ethnologischen Museums
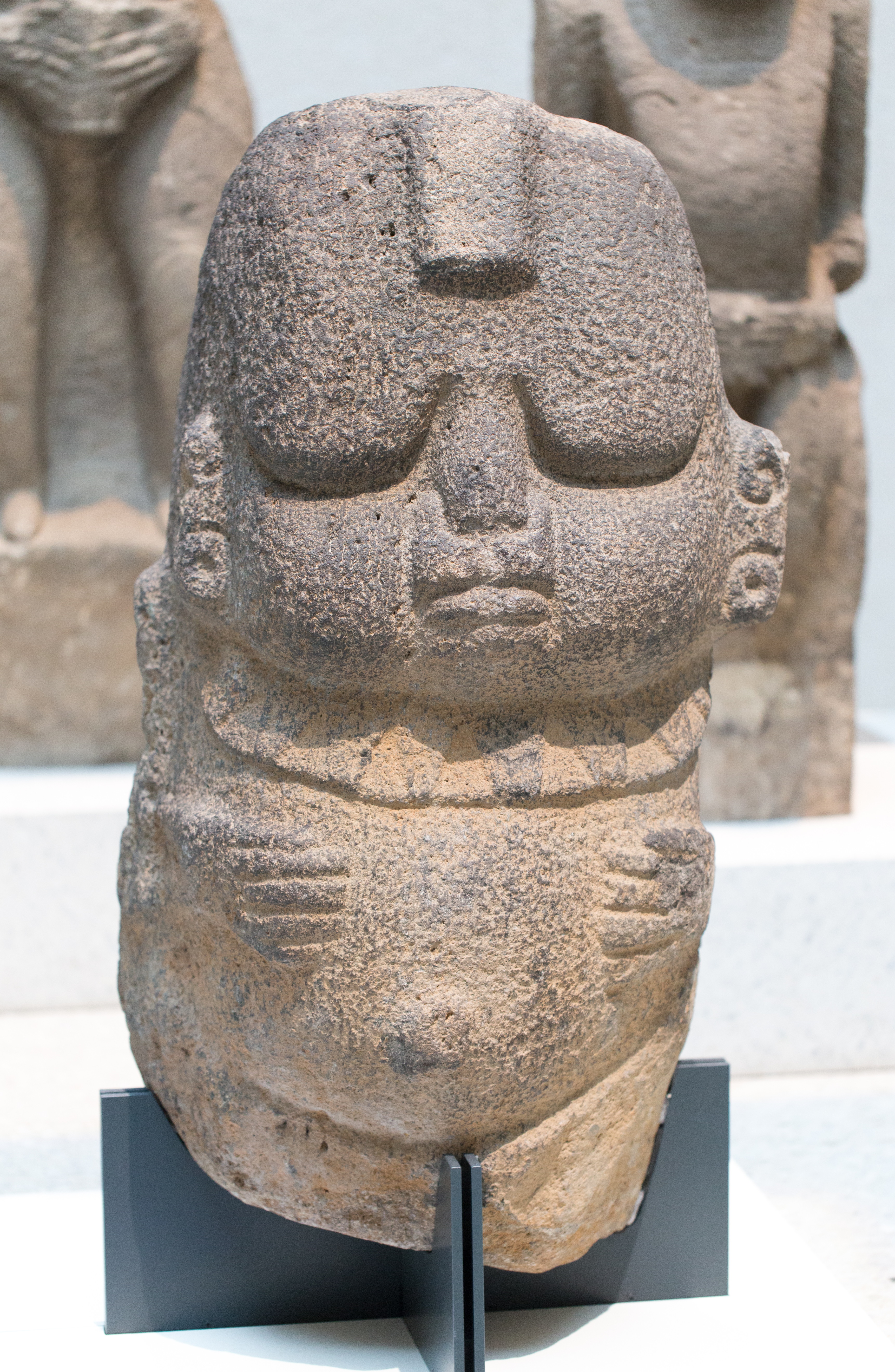
Barrigon, Mittelamerika, 500–300 v. Chr.
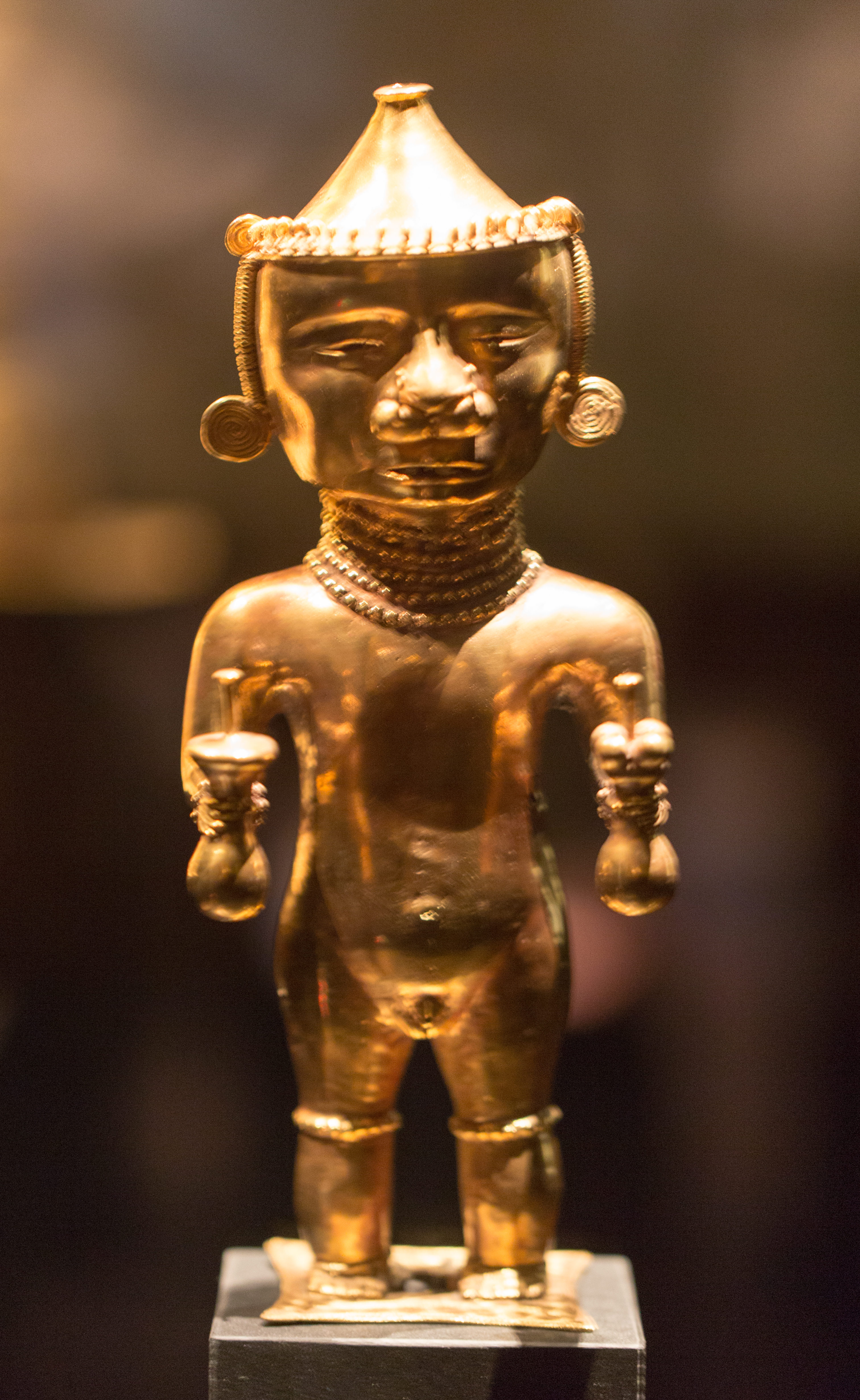
Kazike, Südamerika, 500–700 n. Chr.
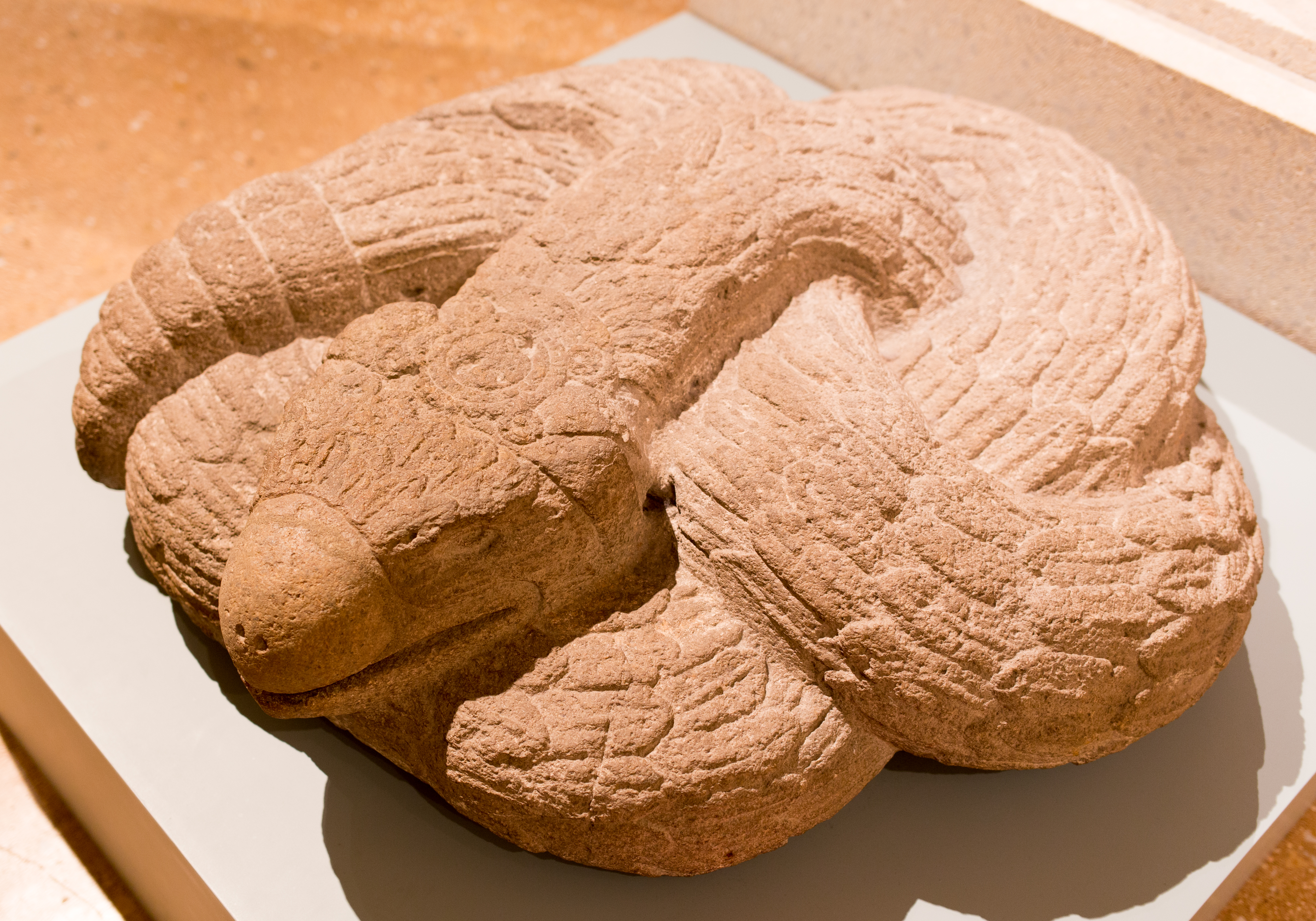
Cuauhcoatl, Nordamerika, 1350–1521
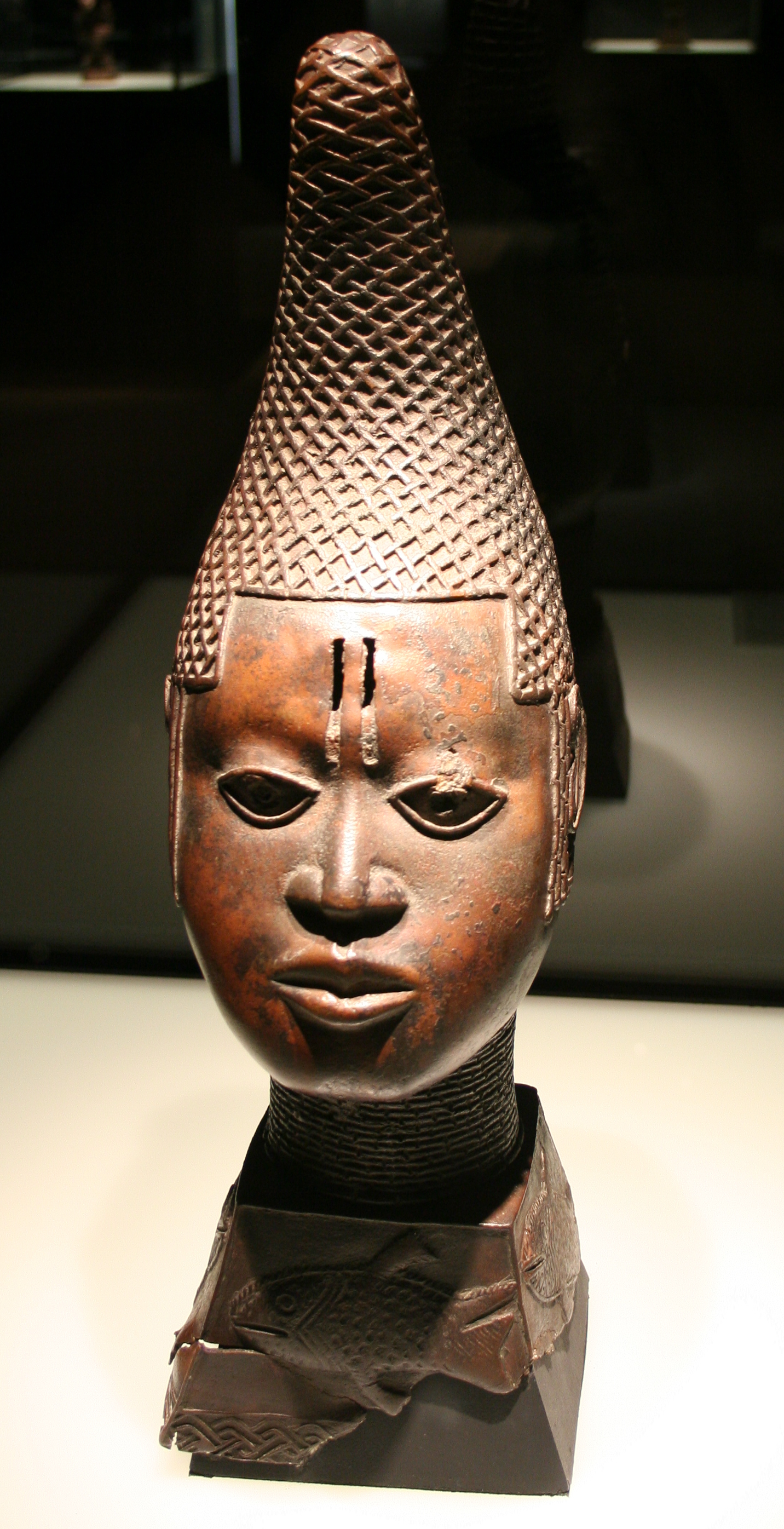
Benin-Bronze, Westafrika, 16. Jhd.
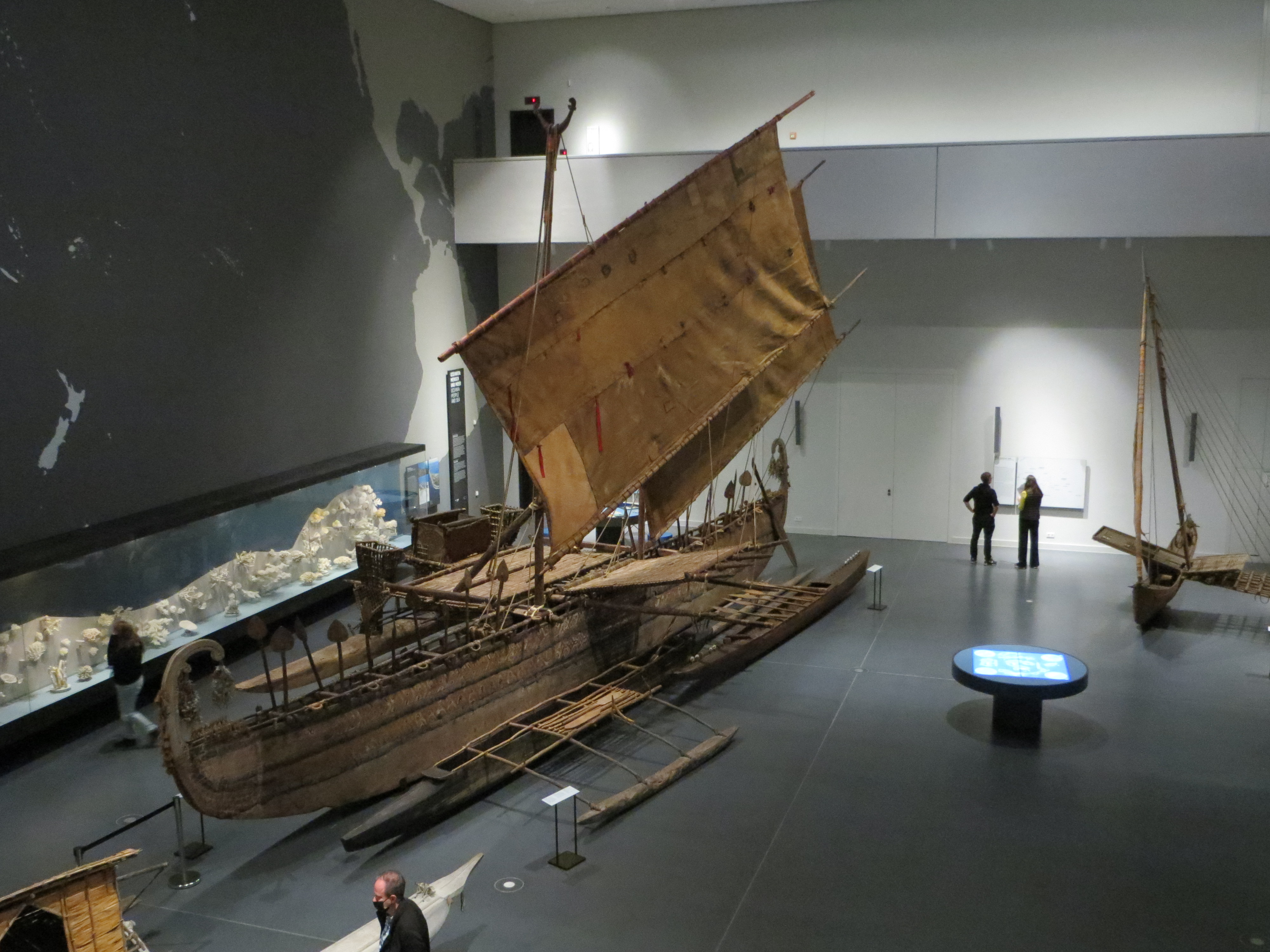
Luf-Boot, Ozeanien, 19. Jhd.
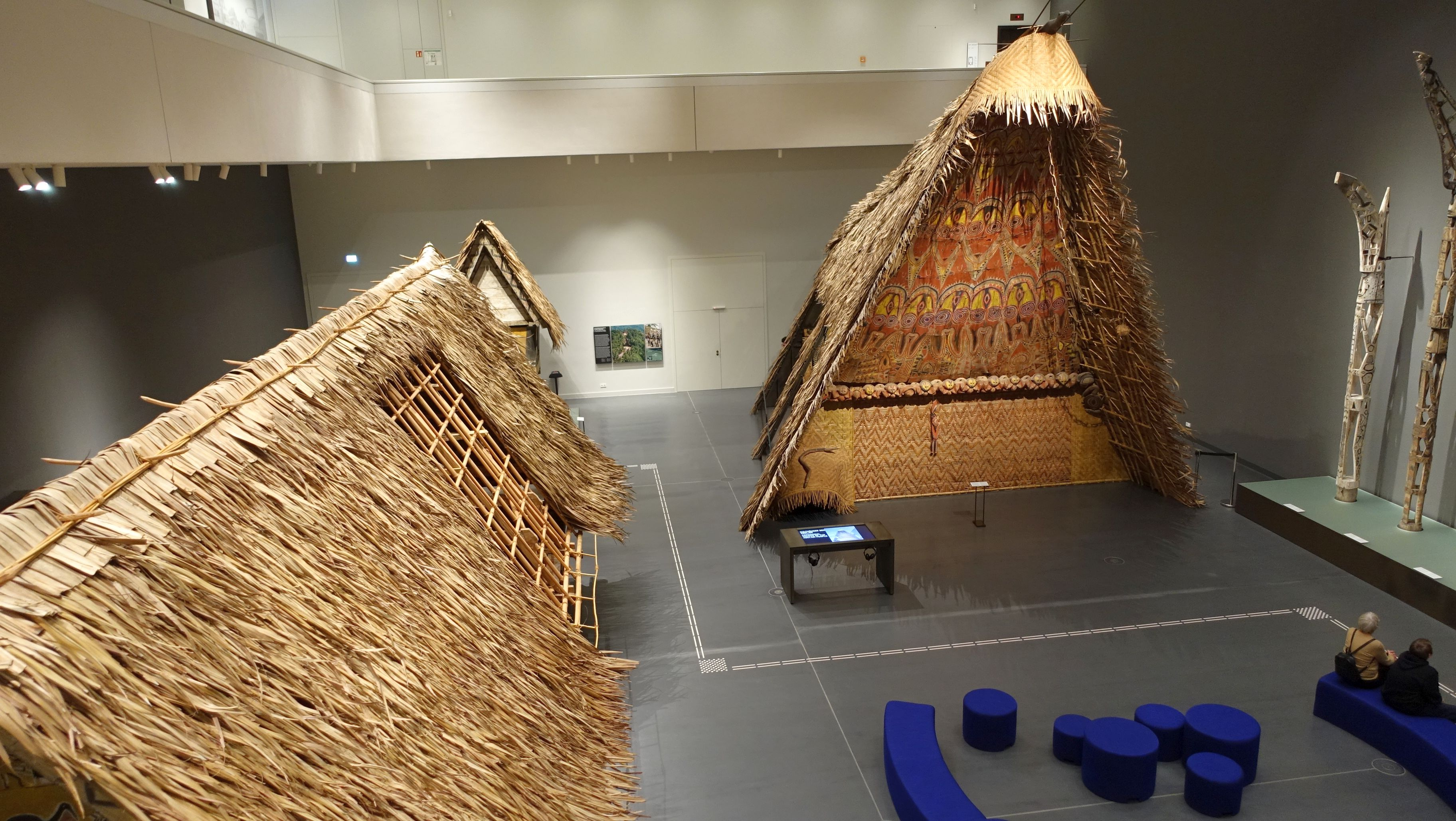
Bai aus Palau, errichtet 1908
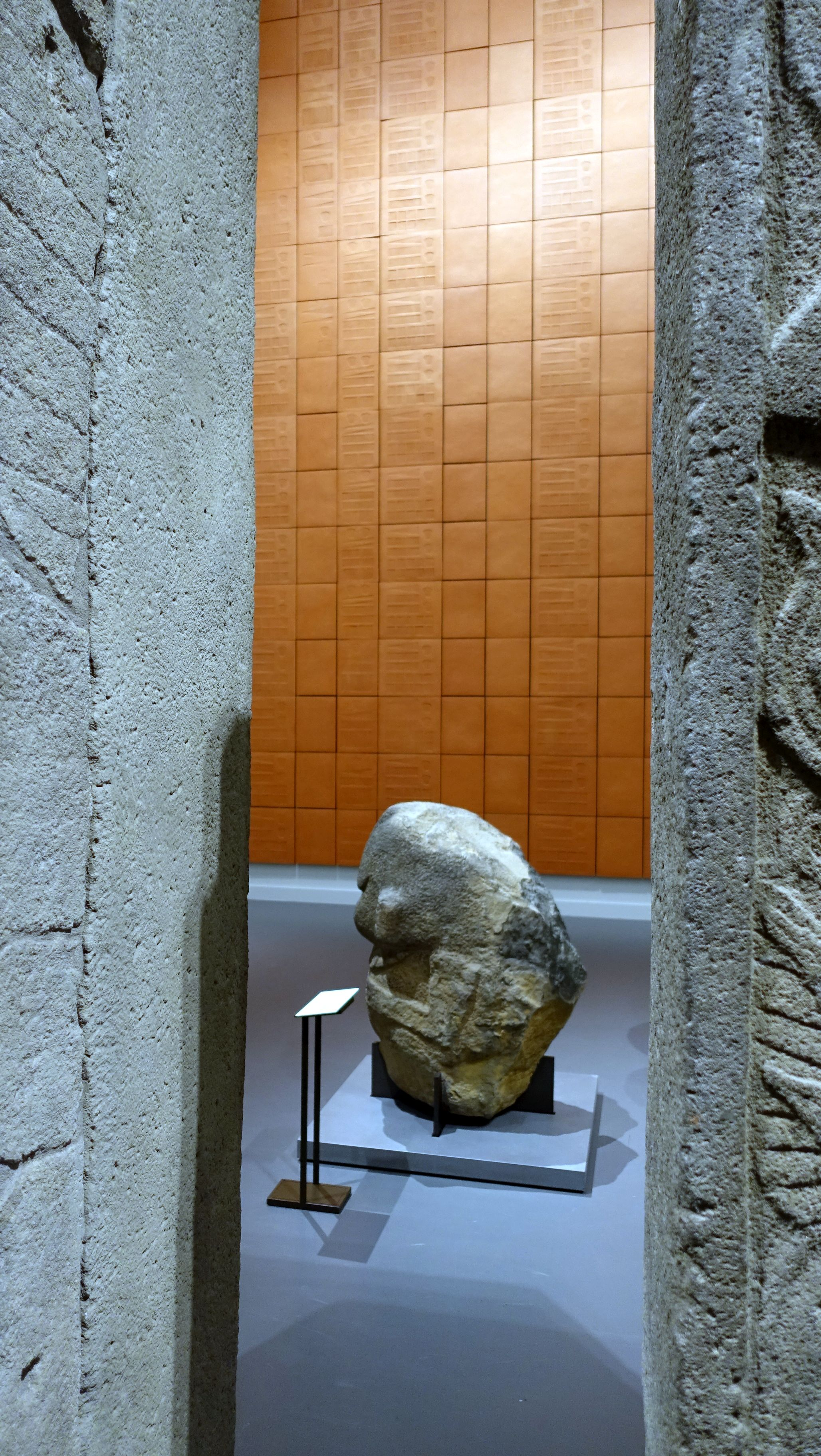
WandbildCodex Humboldt von Marianna Castillo Deball, 2020

### Drittes Obergeschoss
Im dritten Obergeschoss liegen die Abteilung Asien des Ethnologischen Museums sowie das Museum für Asiatische Kunst der Staatlichen Museen zu Berlin. Die Abteilung Asien des Ethnologischen Museums besteht aus den Räumen Kunsthandwerk in Zentralasien, Orient und Okzident, Das asiatische Theater sowie Aspekte des Islam. Das Museum für Asiatische Kunst besteht aus den Räumen Religiöse Kunst Südostasiens, Religiöse Kunst Südasiens, Buddhismus, Jainismus, Nördliche Seidenstraße, Himalaya, Religiöse Kunst Südasiens, Hinduismus, Höfische Kunst, Nördliche Seidenstraße, Kunst aus Japan, Teehaus, Sakrale Kunst Ostasiens, Kunst aus China und Korea, Studiensammlungen sowie China und Europa.

Höhepunkte der Sammlungen des Museums für Asiatische Kunst
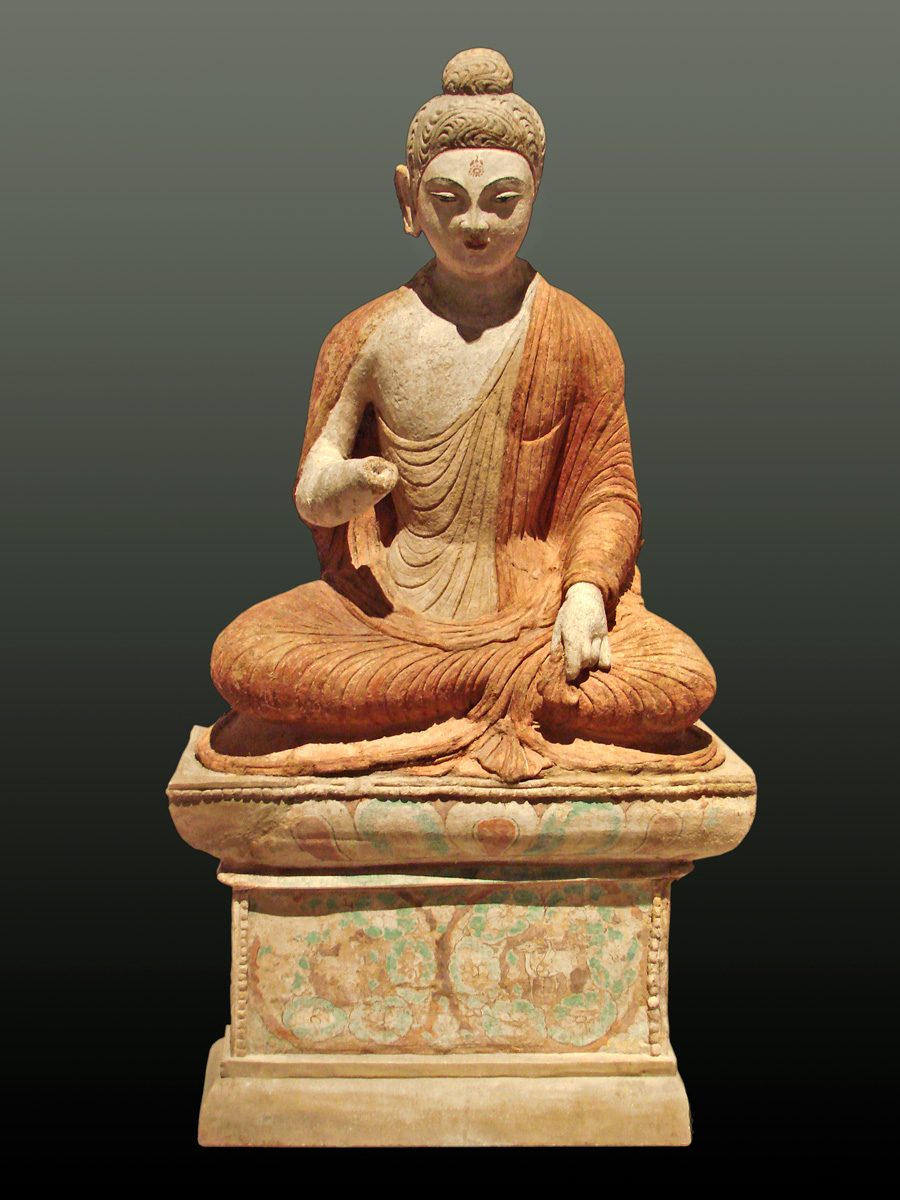
Buddha, China, 7./8. Jhd.
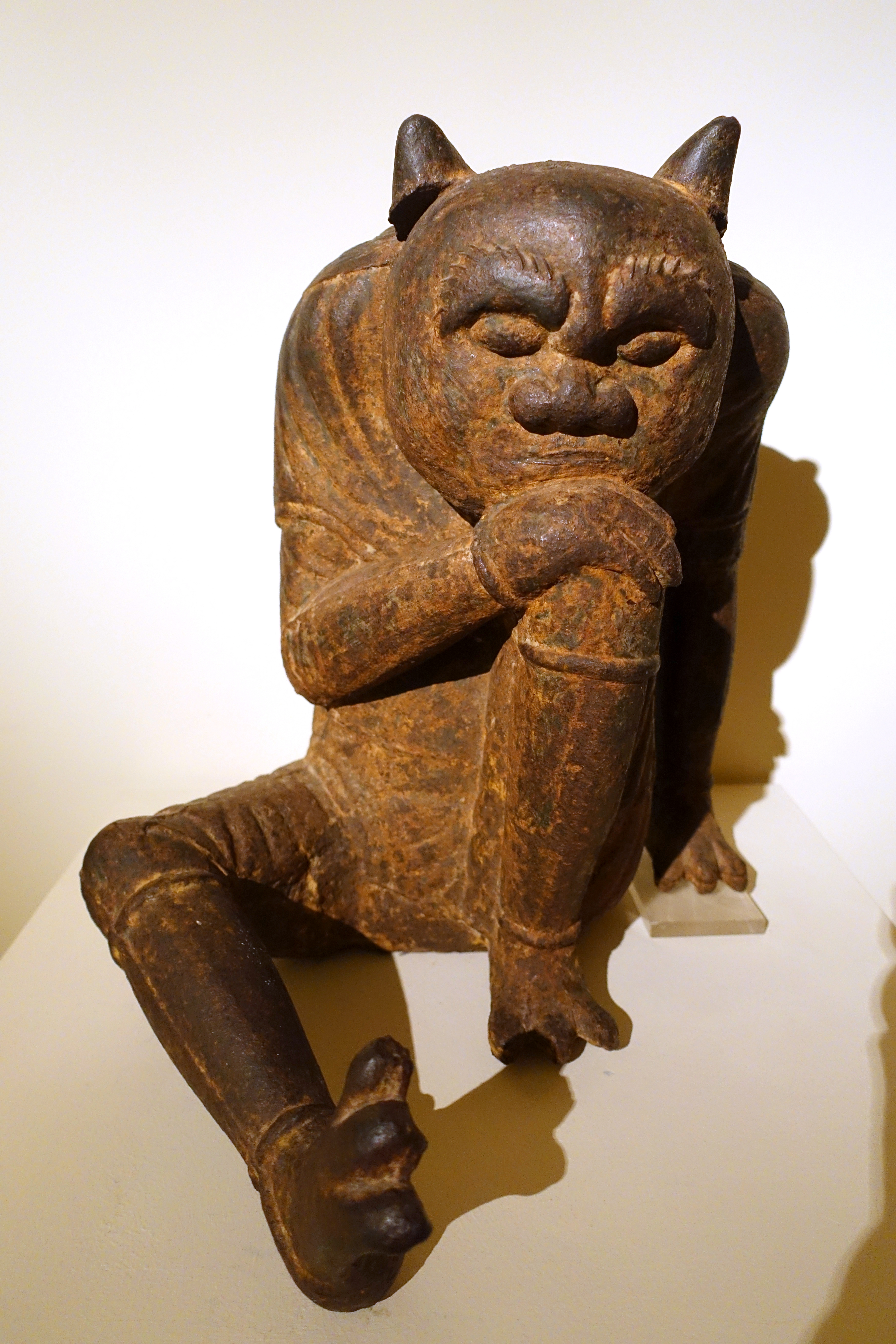
Wuzhiqi, China, 12. Jhd.
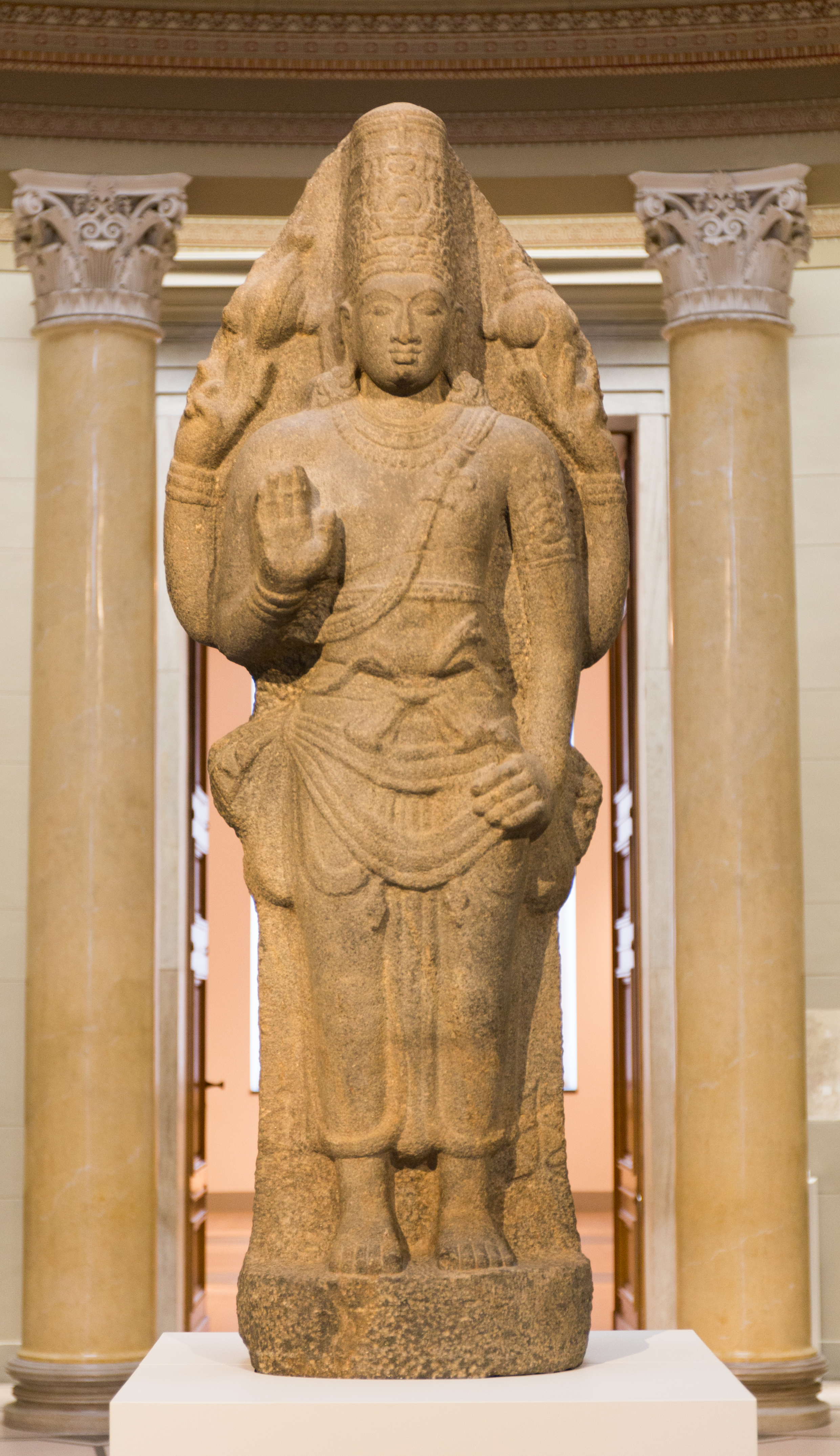
Vishnu, Indien, 8./9. Jhd.
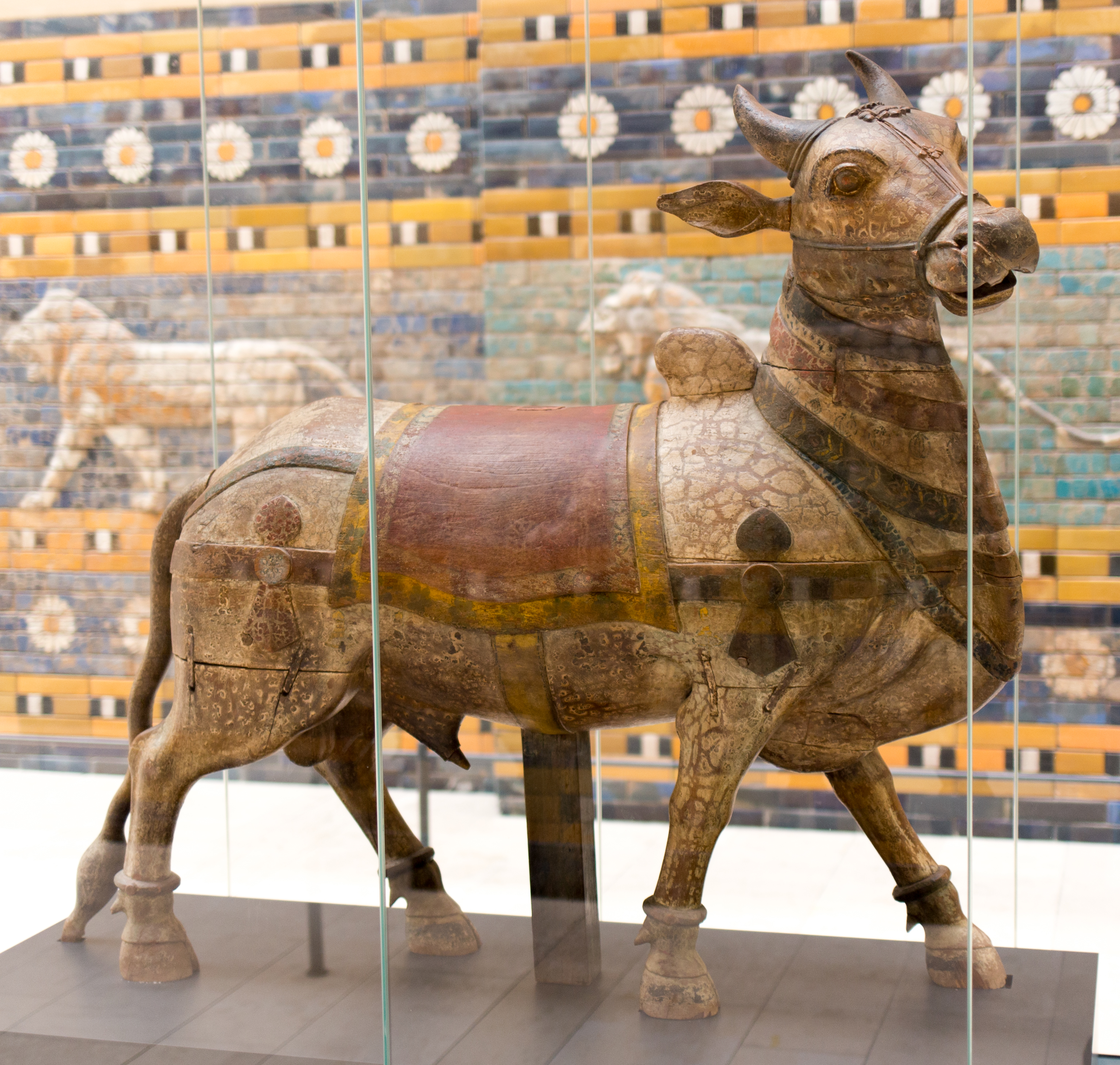
Nandi, Indien, 19./20. Jhd., im Hintergrund: das Löwentor
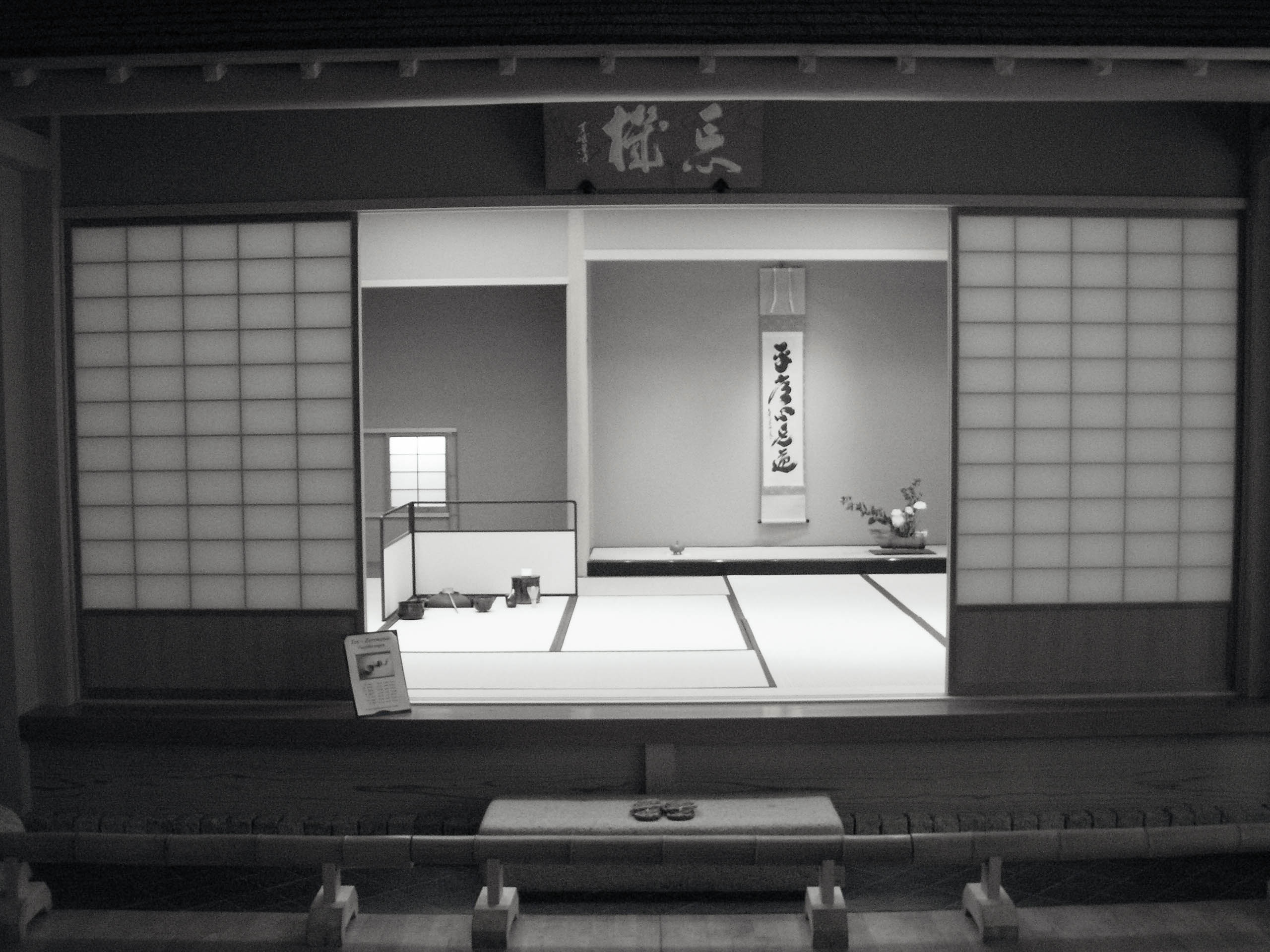
Teehaus, Japan, 21. Jhd.

### Dachgeschoss
Im Dachgeschoss befindet sich die Dachterrasse mit Restaurant. In 30 Metern Höhe bietet sie Ausblicke auf den Berliner Dom und die Museumsinsel im Norden, das Rote Rathaus und den Fernsehturm im Osten, den Neuen Marstall und das Staatsratsgebäude im Süden sowie der Boulevard Unter den Linden und das Brandenburger Tor im Westen.
Im Jahr 2021 wurde auf der Dachterrasse die Klangkunst-Installation Der Kosmos – Things Fall Apart eingeweiht. Es handelt sich um ein Werk des Künstlers Emeka Ogboh, das einen mehrstimmigen Chorgesang des Volksliedes Nne, nne, Udu der Volksgruppe der Igbo darstellt. Der Liedtext wird von Gesängen begleitet, die sich an eine Zeile des Romans Alles zerfällt (Things Fall Apart) von Chinua Achebes anlehnt, welche in deutscher Übersetzung „Er hat ein Messer auf die Dinge gelegt, die uns zusammenhielten, und wir sind zerfallen“ lautet. Abgespielt wird der Gesang über elf freistehende Lautsprecher, die alle mit einer Volkskunst-Handarbeit überzogen sind und vor Wind und Wetter schützen. Jede volle Stunde ertönt die Musik. Der Installation ging ein Wettbewerb voraus, die sieben Standorte im Humboldt Forum für Kunst am Bau zum Ziel hatte.

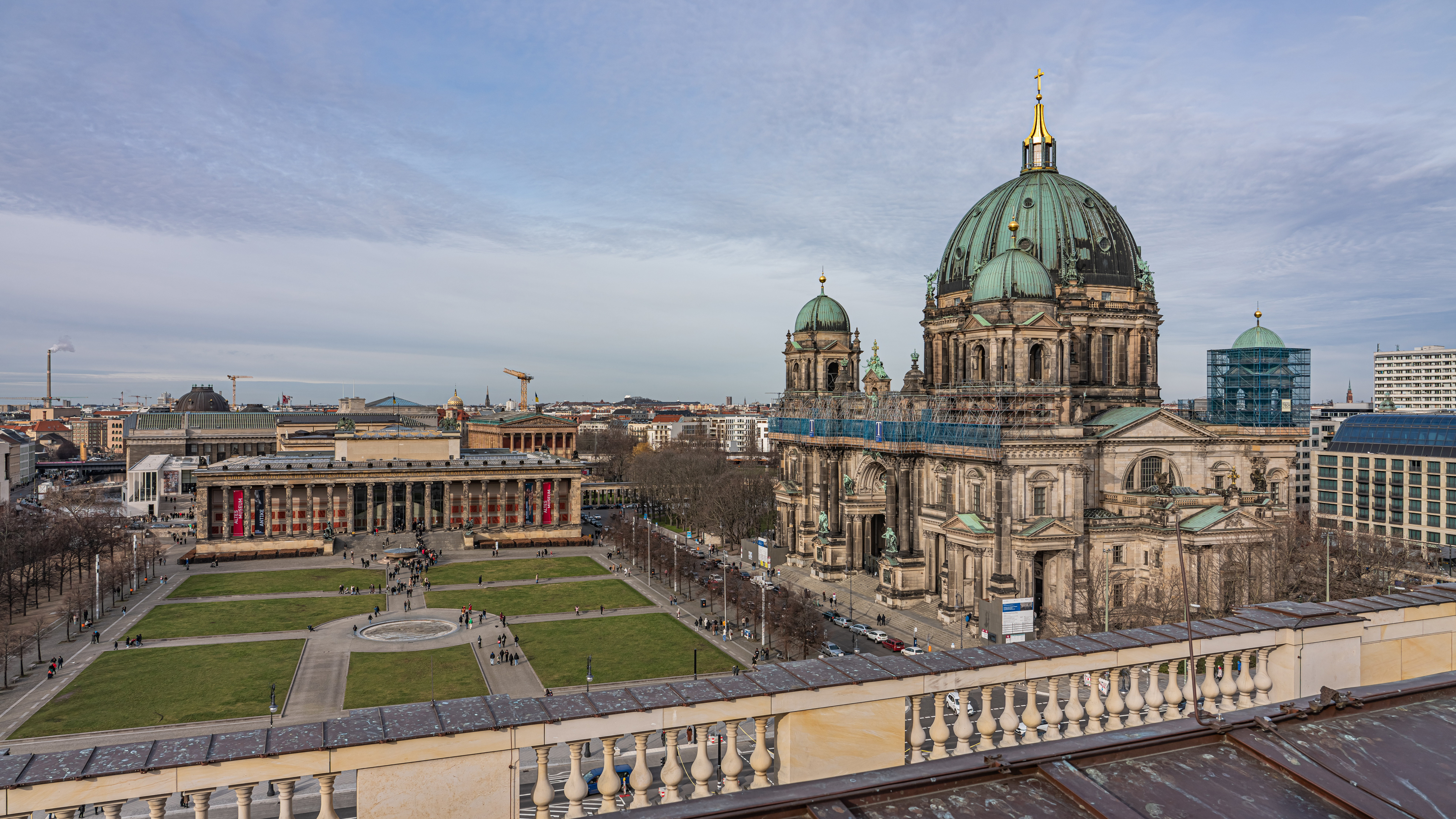
Ausblick zum Berliner Dom und zur Museumsinsel
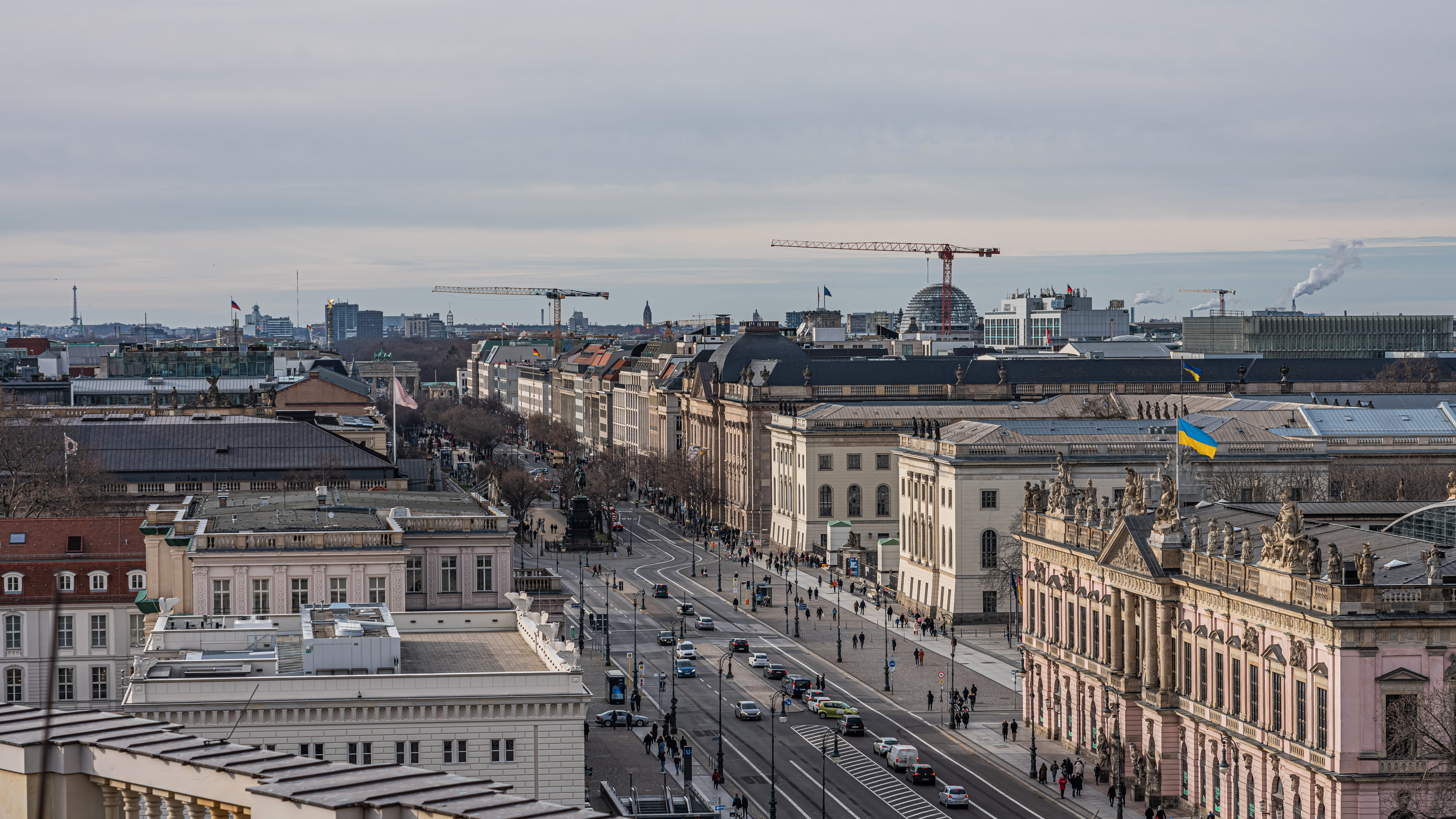
Ausblick zum Boulevard Unter den Linden
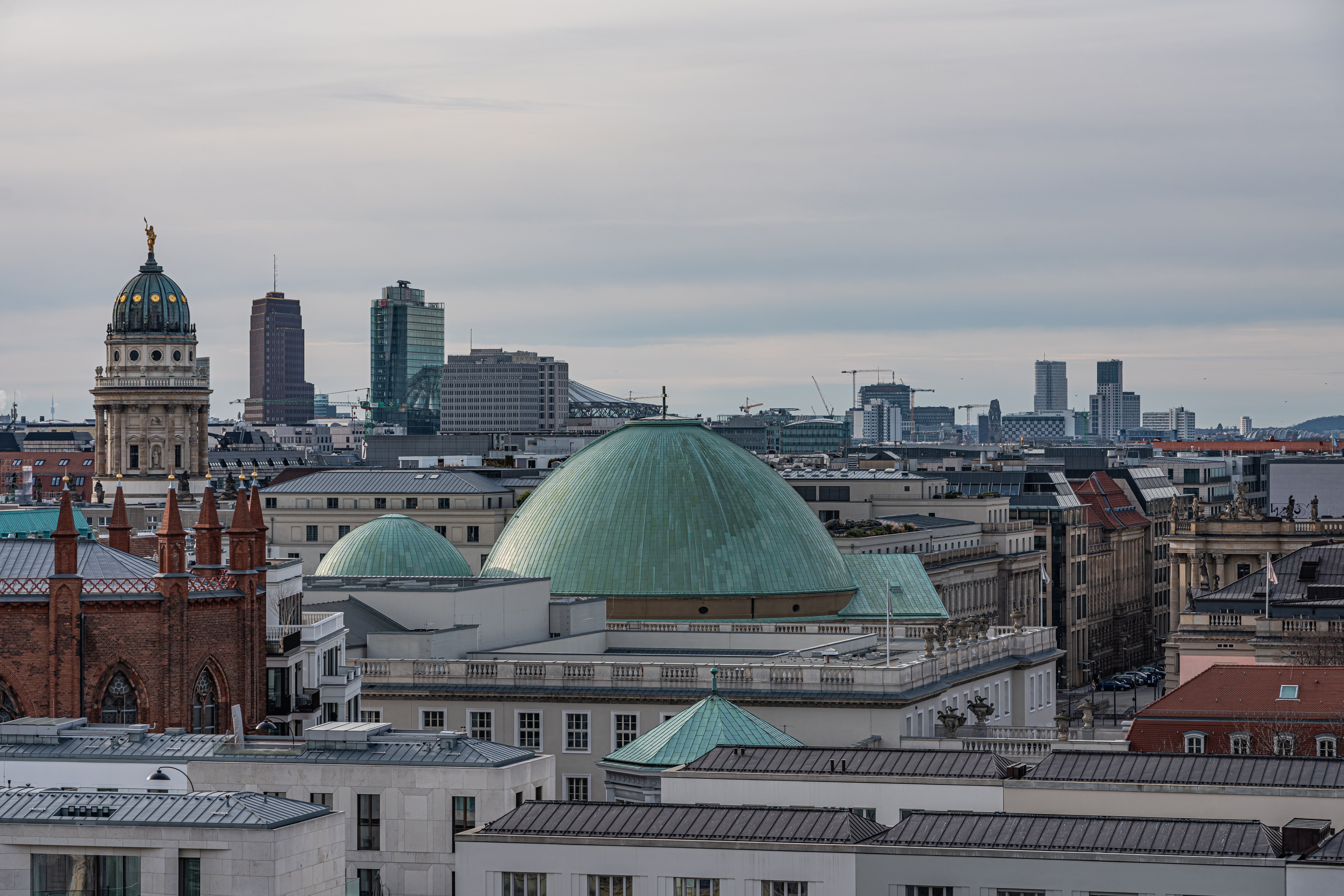
Ausblick zum Potsdamer Platz

## Ausstellungen
Jährlich findet im Humboldt Forum eine Sonderausstellung mit umfangreichen Begleitprogramm statt:
- Sonderausstellung schrecklich schön. Elefant – Mensch – Elfenbein vom 20. Juli 2021 bis 23. Januar 2022[28]
- Sonderausstellung un_endlich. Leben mit dem Tod vom 31. März 2023 bis 26. November 2023[29]
- Sonderausstellung Hin und weg. Der Palast der Republik ist Gegenwart vom 17. Mai 2024 bis 16. Februar 2025[30]

## Rezeption
Das Humboldt Forum ist Gegenstand von Lob und Kritik. Befürworter des Humboldt Forums loben, dass die barocken Schlüterfassaden das Stadtbild wiederhergestellt und die außereuropäischen Sammlungen die Museumsinsel erweitert hätten. Gegner des Humboldt Forums kritisieren, dass die historische Schlossarchitektur der ethnologischen Museumsnutzung widerspreche und Sammlungsobjekte eine koloniale Herkunft aufwiesen.
In diesem und anderen Zusammenhängen geäußerte Behauptungen, antidemokratische Kräfte hätten Einfluss auf die Architektur genommen, wiesen sowohl die Stiftung Humboldt Forum im Berliner Schloss wie auch der Förderverein Berliner Schloss als falsch zurück. „Die Entscheidung der Teilrekonstruktion des Berliner Schlosses erfolgte in einem demokratischen Prozess und in enger Abstimmung mit der Politik und deren Gremien. Alle Entscheidungen zur Architektur basierten auf den Beschlüssen des Deutschen Bundestags. In dem dadurch vorgegebenen Rahmen hat Franco Stella seine Entwürfe ausgearbeitet, und der Stiftungsrat hat diesen Plänen zugestimmt. In unserem Stiftungsrat sind sämtliche Parteien des Deutschen Bundestags wie auch die Berliner Landesregierung vertreten. Behauptungen, bei diesen architektonischen Entscheidungen zur Teilrekonstruktion des Berliner Schlosses sei eine rechte oder gar rechtsextreme Agenda verfolgt worden, sind falsch und zutiefst unangemessen. Auch wenn einem die Entscheidung der demokratisch gewählten Parteien und zuständigen Gremien nicht gefallen mag – solche demokratischen Entscheidungen zu akzeptieren ist für eine offene und respektvolle Gesellschaft unverzichtbar“, erklärte Generalintendant Hartmut Dorgerloh.
Im Jahr 2023 verzeichnete das Humboldt Forum 1,7 Millionen Besucher. Damit belegt es den 1. Platz der meistbesuchten Museen Deutschlands und den 34. Platz der meistbesuchten Museen der Welt.

## Filme
- Humboldt Forum, Berlin (= Museums-Check. Folge 75). Reportage, 30 Min., Moderation: Markus Brock, Produktion: 3sat. Erstausstrahlung: 3. Juli 2022.[37]